# Morte di Benito Mussolini

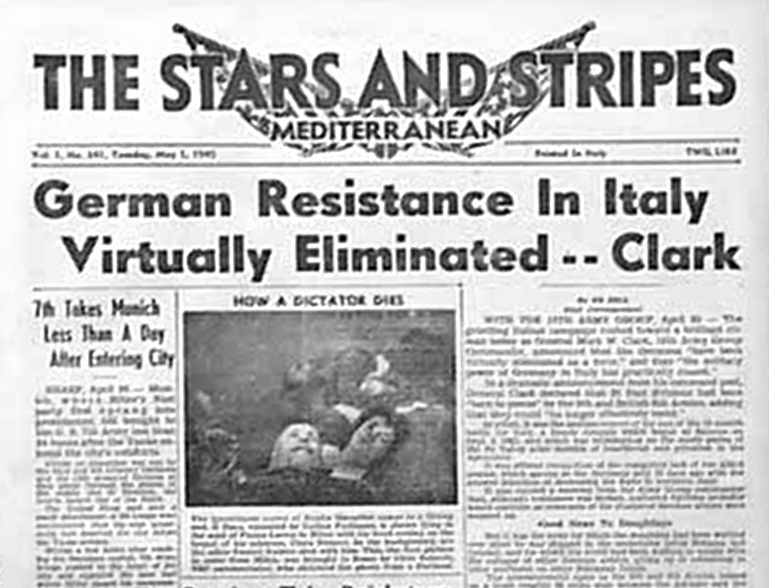
La prima pagina dell'edizione mediterranea del 1º maggio di Stars and Stripes, giornale delle forze armate statunitensi, che riporta la notizia della morte di Mussolini, con la fotografia del suo cadavere appoggiato su quello della Petacci, con il titolo di «How a dictator dies» (Come muore un dittatore)

La morte di Benito Mussolini avvenne il 28 aprile 1945 a Giulino, frazione del comune di Tremezzina (comune soppresso nel 1947 e ricostituito nel 2014 con confini diversi), in provincia di Como. Qui fu giustiziato mediante colpi di arma da fuoco insieme all'amante Clara Petacci. Gli altri fascisti catturati insieme a lui furono invece fucilati a Dongo, luogo dell'arresto.
Il giorno precedente, il gruppo guidato da Mussolini, in fuga da Milano, era stato fermato dai partigiani della 52ª Brigata Garibaldi "Luigi Clerici" sotto il comando di Pier Luigi Bellini delle Stelle e posto in stato di arresto.
In una serie di cinque articoli pubblicati su L'Unità nel marzo del 1947, il comandante partigiano Walter Audisio, noto con il nome di battaglia Colonnello Valerio, dichiarò di essere stato l'unico esecutore dell'uccisione, nell'ambito di una missione a cui avevano partecipato anche i partigiani Aldo Lampredi "Guido Conti" e Michele Moretti "Pietro Gatti". L'operazione avrebbe dato esecuzione all'ultimatum del 19 aprile 1945 e all'articolo 5 del Decreto sui poteri giurisdizionali del CLNAI, approvato a Milano il 25 aprile dal Comitato di Liberazione Nazionale Alta Italia (CLNAI).
La responsabilità dell'esecuzione fu successivamente rivendicata in modo ufficiale dallo stesso Comitato di Liberazione Nazionale Alta Italia attraverso il comunicato del 29 aprile 1945.

## La fuga da Milano a Dongo

### Milano
1 Milano
2 Garbagnate Milanese
3 Como
4 Menaggio
5 Dongo
6 Chiavenna
7 Grandola
8 Germasino
9 Bonzanigo
10 Giulino

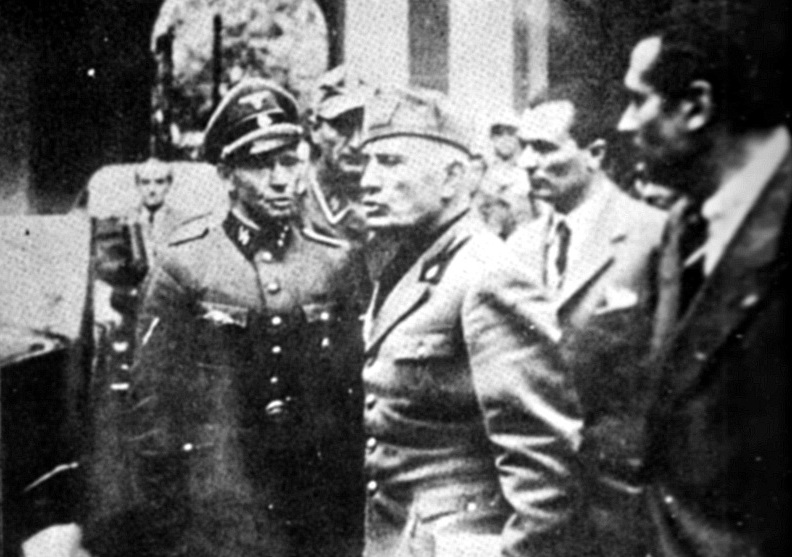
Mussolini nel momento in cui abbandona la prefettura di Milano il 25 aprile 1945; a sinistra il sottotenente Fritz Birzer, capo scorta delle SS. È l'ultima foto che ritrae Mussolini vivo.

Il 18 aprile 1945, nel tentativo di sfuggire alla disfatta definitiva della Repubblica Sociale Italiana e sperando ancora in un sussulto dei propri uomini con la possibilità di trattare un accordo di resa condizionata, Mussolini abbandonò l'isolata sede di Palazzo Feltrinelli a Gargnano, sulla sponda occidentale del lago di Garda, e si trasferì a Milano, dove giunse in serata, prendendo alloggio presso la prefettura; il giorno precedente aveva discusso nell'ultimo consiglio dei ministri sulla possibile resistenza nel Ridotto della Valtellina.
Il 20 aprile, nei locali della prefettura dove era ormai confinato, concesse un incontro al giornalista Gian Gaetano Cabella, direttore del giornale Popolo di Alessandria; alla richiesta del giornalista di potergli rivolgere qualche domanda, rispose: «Intervista o testamento?». Fu l'ultima intervista rilasciata da Mussolini, che la rilesse, corresse e siglò il 22 aprile.
Sempre il 22 aprile, nel cortile della prefettura, pronunciò l'ultimo discorso a un centinaio di ufficiali della Guardia Repubblicana, concludendo: «Se la Patria è perduta, è inutile vivere». La sera incontrò Carlo Silvestri e gli consegnò una dichiarazione destinata al comitato esecutivo del Partito Socialista Italiano di Unità Proletaria, in cui chiedeva che la Repubblica Sociale Italiana finisse in mani repubblicane e non monarchiche, socialiste e non borghesi.
Il 23 aprile le truppe alleate entrarono a Parma, e da Milano non furono più possibili comunicazioni telefoniche con Cremona e Mantova; il giorno seguente fu liberata Genova e il console tedesco Wolf chiese al ministro delle finanze Domenico Pellegrini il versamento anticipato di dieci milioni di lire, quota mensile per le spese di guerra del mese successivo. Il 25 aprile mattina gli operai iniziarono a occupare le fabbriche di Sesto San Giovanni alla periferia di Milano.
Nel pomeriggio del 25 aprile, con la mediazione del cardinale Schuster, arcivescovo di Milano, si svolse nell'arcivescovado un incontro decisivo tra la delegazione fascista composta da Mussolini stesso, il sottosegretario Barracu, i ministri Zerbino e Graziani (l'industriale Gian Riccardo Cella, l'ex prefetto di Milano ed ex ministro delle corporazioni Mario Tiengo e il prefetto di Milano Mario Bassi non parteciparono direttamente ai colloqui) e una delegazione del Comitato di Liberazione Nazionale composta dal generale Cadorna, dall'avvocato democristiano Marazza, dal rappresentante del Partito d'Azione Riccardo Lombardi e dal liberale Giustino Arpesani. Sandro Pertini arrivò in ritardo a riunione conclusa. A Milano era intanto in corso lo sciopero generale e l'ordine dell'insurrezione generale era imminente. Durante l'incontro, Mussolini apprese che i tedeschi avevano già avviato trattative separate con il Comitato di Liberazione Nazionale: l'unica proposta che ricevette dai propri interlocutori fu quindi la «resa incondizionata». In quel momento un accordo appariva possibile: furono offerte garanzie per i fascisti e per i loro familiari, ma i repubblichini, pur senza vie d'uscita, non vollero essere i primi a firmare la resa per non essere poi accusati di tradimento. Si riservarono di dare risposta entro un'ora, lasciando l'arcivescovado e ritirandosi in prefettura, ma non fecero ritorno.
Nel frattempo Marcello Petacci, fratello dell'amante di Mussolini, si era recato dal console spagnolo di Milano Don Fernando Canthal per chiedergli di fare da intermediario per conto di Mussolini. Il console accettò e, giunto in Prefettura, ricevette una lettera indirizzata all'ambasciatore inglese Norton che si trovava a Berna. Con la lettera si offriva la resa della Repubblica Sociale Italiana agli inglesi; in cambio gli inglesi non avrebbero dovuto far cadere il fascismo, ma utilizzarlo successivamente come alleato contro il bolscevismo.
In serata, verso le ore 20, dopo aver atteso invano una risposta, i capi della Resistenza diedero l'ordine di insurrezione generale, mentre Mussolini si accomiatò da alcuni repubblichini e fuggì da Milano in direzione di Como. Fu accompagnato da vari fascisti e dal tenente Birzer con i propri uomini, incaricato da Hitler di scortare Mussolini ovunque andasse.

### Finalità del viaggio

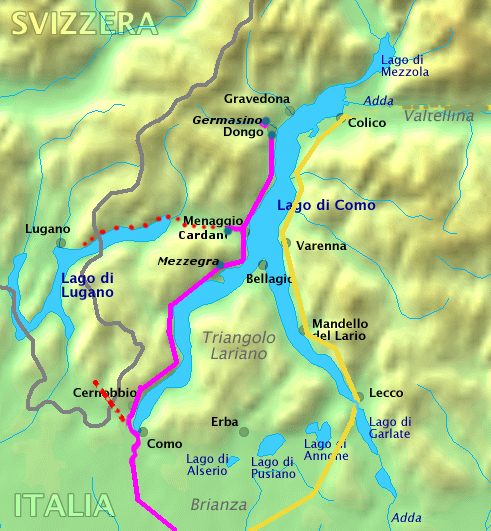
La linea viola indica il percorso di Mussolini; in rosso sono tratteggiate le possibili deviazioni stradali per valicare il confine svizzero, mentre in giallo è riportato il percorso più breve per la Valtellina (quest'ultimo, tuttavia, richiedente il maggior tempo di percorrenza, date le condizioni della strada in quel tempo e il rischioso attraversamento di un ponte sull'Adda)

Como rappresentava per Mussolini una meta che offriva diverse possibilità strategiche: anzitutto, la città lariana e la sponda occidentale del suo lago erano considerate una zona marginale relativamente protetta e con una limitata presenza partigiana. Qui era possibile trovare un rifugio sicuro e appartato, nascondendosi fino all'arrivo degli Alleati che lo avrebbero inevitabilmente scoperto: sarebbe stato quindi possibile consegnarsi a loro con determinate garanzie; questo era l'obiettivo principale secondo la testimonianza di Renato Celio, prefetto di Como.
In alternativa, Como costituiva anche un punto di passaggio per raggiungere la Valtellina, dove già da alcune settimane Alessandro Pavolini prospettava di costituire un estremo baluardo di resistenza, il Ridotto Alpino Repubblicano, e dove erano affluiti tremila uomini del generale Onori ed erano attesi ancora mille uomini del maggiore Vanna. L'idea, però, era osteggiata, oltre che dai vertici militari tedeschi, anche dal generale Niccolò Nicchiarelli, comandante della Guardia Nazionale Repubblicana, e dal ministro Rodolfo Graziani. Infine, sembrava possibile costituire un estremo baluardo di difesa proprio nella città lariana, facendo convergere su di essa tutte le forze residue e resistere a oltranza per trattare poi in extremis con gli Alleati al momento del loro arrivo.
In effetti a Como si concentrarono numerose formazioni provenienti dalle zone circostanti, condotte da Alessandro Pavolini. L'afflusso durò tutta la notte e parte della mattinata. Alcune fonti parlano di quarantamila fascisti, mentre Giorgio Bocca riduce il numero dei militi a soli 6.000-7.000 uomini che però nella stessa giornata si dispersero, dopo che Mussolini decise di congedarli per poi partire di nascosto con i ministri alle 3 del mattino.
Infine, la vicinanza con la Svizzera poteva offrire un'estrema possibile via di fuga, anche se Mussolini aveva in precedenza sempre rifiutato questa possibilità; d'altra parte le stesse autorità svizzere, fin dall'estate 1944, avevano negato la richiesta d'ingresso nel loro paese ai gerarchi fascisti e ai loro familiari. Il rifiuto era stato confermato in quegli stessi giorni dal rappresentante elvetico a Milano, Max Troendle. La Svizzera rappresentava un possibile luogo per avviare trattative con diplomatici americani, attraverso l'intermediazione del console spagnolo a Berna, ma era anche una potenziale meta temporanea per poi raggiungere la Spagna. Le testimonianze degli accompagnatori italiani superstiti di quei giorni riferiscono concordemente il rifiuto di Mussolini a espatriare, ma è il tenente Birzer a riportare il tentativo di fuga di Mussolini e dei suoi accompagnatori.

### Como
Durante il viaggio, il furgone di coda del convoglio, che trasportava valori e documenti di particolare importanza politica e militare, subì un guasto nei pressi di Garbagnate; l'equipaggio, compresa Maria Righini, cameriera personale di Mussolini, raggiunse Como con mezzi di fortuna. Risultarono vani i tentativi notturni di recuperare il "camioncino-archivio"; Mussolini rimase quindi in possesso dei soli documenti riservati che aveva selezionato prima della partenza e riposto in due borse di pelle.
Il furgone abbandonato in panne sulla via di Como, un Balilla Van, venne poi ritrovato la mattina seguente dai partigiani. Secondo Howard McGaw Smyth il mezzo trasportava solo una delle due casse di zinco portate da Gargnano, che risultò poi dispersa, mentre l'altra cassa di zinco sarebbe rimasta alla Prefettura di Milano dove fu trovata dai partigiani. Secondo Gianfranco Bianchi, invece, questa seconda cassa fu catturata dalla sedicesima Brigata del popolo del Corpo volontari della libertà (distaccamento Garbagnate) e i relativi documenti erano «in deposito presso l'avv. Luigi Meda, il quale aveva rilasciato regolare ricevuta, in qualità di presidente del CLN di Milano». La questione della loro successiva sparizione, denunciata da Renzo De Felice, venne risolta dallo storico Mauro Canali, che confrontò la nota di consegna stilata nel 1945 dai partigiani Allievi all'avvocato Meda con i documenti versati dal Ministero dell'interno all'Archivio centrale dello Stato «in una serie particolare della Polizia politica, la cosiddetta serie B. Il versamento ebbe luogo il 9 luglio del 1969, e i documenti sono inventariati sotto la voce 'Processo Matteotti'».
Alle 21:30 Mussolini giunse alla prefettura di Como. Il giorno precedente, nella città comasca era arrivata anche la moglie Rachele con i figli Romano e Anna Maria, ma Mussolini si rifiutò di incontrarli, limitandosi a scrivere loro una lettera d'addio e a fare una telefonata con cui raccomandava alla moglie di condurre i figli in Svizzera. Durante la notte, le autorità locali esclusero la possibilità di una sosta prolungata nella città, giudicata indifendibile. Rodolfo Graziani consigliò di ritornare a Milano, mentre la maggior parte — in particolare Guido Buffarini Guidi e Angelo Tarchi — insistette per entrare in Svizzera, anche illegalmente. Su indicazione del federale di Como, Paolo Porta, si scelse di proseguire verso Menaggio.
Verso le quattro del mattino del 26 aprile, cercando invano di eludere la sorveglianza tedesca, il convoglio fascista abbandonò precipitosamente Como, dirigendosi verso nord e costeggiando il lato occidentale del lago di Como lungo la strada Regina. Giunse a Menaggio verso le cinque e trenta senza incontrare problemi.
L'edizione del 26 aprile del Corriere della Sera uscì dedicando la prima pagina all'insurrezione generale di Milano contro le forze nazifasciste e riportando, sempre nella stessa pagina, la notizia della fuga di Mussolini da Milano.

### Menaggio e Grandola
A Menaggio proseguirono le discussioni e le riunioni sul da farsi, mentre continuavano ad affluire altri fascisti in fuga; la notizia della loro presenza iniziò a diffondersi rapidamente. Rodolfo Graziani insistette per tornare indietro; inascoltato, si congedò e riprese la strada verso Como. Anche Alessandro Pavolini ritornò sui suoi passi per radunare e far convergere su Menaggio i militari giunti a Como, ma durante il tragitto fu attaccato da una formazione partigiana, riportando lievi ferite. Molti intendevano varcare il confine con la Svizzera, percorrendo la via di Porlezza e da lì dirigersi verso Lugano. Si decise di allontanarsi da Menaggio e di temporeggiare. Alla partenza, nel tentativo di sottrarsi alla gendarmeria tedesca, il convoglio deviò a ovest in Val Menaggio per raggiungere Cardano, frazione del piccolo comune di Grandola ed Uniti, presso la caserma della 53ª compagnia della Milizia Confinaria situata nell'ex albergo Miravalle.
A Cardano, Mussolini fu raggiunto dall'amante Claretta Petacci, accompagnata dal fratello, e dalla scorta tedesca che aveva ricevuto l'ordine da Hitler di scortarlo verso la Germania. Qui venne a sapere che a Chiavenna un aereo da trasporto era pronto al decollo per portarlo in salvo in Baviera. A Grandola fu raggiunto anche da Vezzalini, capo della provincia di Novara, e dal maggiore Otto Kinsnatt della Waffen-SS, diretto superiore del tenente Fritz Birzer, proveniente dal lago di Garda. In serata giunse la notizia che i ministri Guido Buffarini Guidi e Angelo Tarchi e il vicecommissario della prefettura di Como Domenico Saletta, che tentavano l'espatrio forzando la dogana, erano stati arrestati proprio a Porlezza dai partigiani. Nel frattempo la radio annunciava che anche Milano era stata completamente liberata e che i responsabili della disfatta nazionale trovati con le armi in mano sarebbero stati puniti con la pena di morte.
Nell'impossibilità di proseguire in quella direzione e constatata l'indifendibilità della piccola guarnigione da un eventuale attacco partigiano, si fece ritorno a Menaggio. Durante la notte arrivò Pavolini, senza i numerosi contingenti sperati ma con soli sette o otto militi della Guardia Nazionale Repubblicana.

### Dongo

Un camion Opel Blitz della colonna tedesca.

Durante la notte giunse a Menaggio anche un convoglio militare tedesco in ritirata composto da trentotto autocarri e circa duecento soldati della contraerea tedesca, al comando del tenente Willy Flamminger, diretto a Merano attraverso il passo dello Stelvio. Mussolini si aggregò al convoglio con i gerarchi fascisti e le rispettive famiglie. La colonna, lunga circa un chilometro, partì alle cinque del mattino da Menaggio, ma alle sette, appena oltrepassato l'abitato di Musso, fu fermata a un posto di blocco delle Brigate Garibaldi; dopo una breve sparatoria e a seguito di lunghe trattative, i tedeschi ottennero il permesso di proseguire a condizione che si effettuasse un'ispezione e che fossero consegnati tutti gli italiani presenti nel convoglio, nel sospetto che vi fosse nascosto Mussolini con qualche gerarca in fuga. Mussolini, su consiglio del capo della sua scorta SS, il sottotenente Fritz Birzer, indossò un cappotto e un elmetto da sottufficiale della Wehrmacht, si finse ubriaco e salì sul camion numero 34, occultandosi in fondo al pianale, vicino alla cabina di guida, coperto da una coperta militare. A nessun altro italiano fu concesso di tentare di seguire nascostamente Mussolini nel convoglio.
Intanto, durante l'attesa in cui si svolgevano le trattative, Ruggero Romano con il figlio Costantino, Ferdinando Mezzasoma, Paolo Zerbino, Augusto Liverani, Nicola Bombacci, Luigi Gatti, Ernesto Daquanno, Goffredo Coppola e Mario Nudi si affidarono al parroco don Enea Mainetti, nella canonica di Musso, che li consegnò ai partigiani. Il sacerdote venne a conoscenza della presenza di Mussolini nella colonna e ne informò Pier Luigi Bellini delle Stelle, nome di battaglia "Pedro".

## La cattura e la detenzione

### Dongo

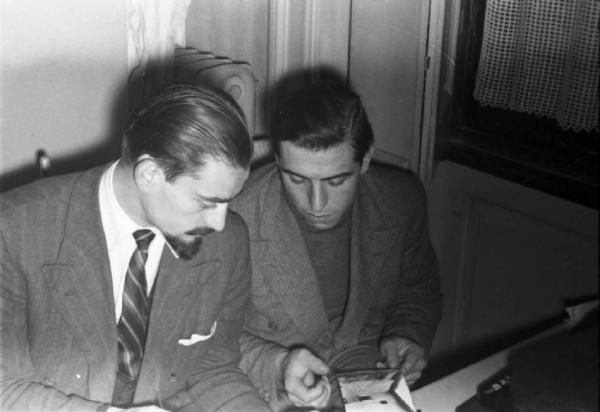
Pier Luigi Bellini delle Stelle e Urbano Lazzaro nel 1945

Verso le ore 16 del 27 aprile, durante l'ispezione della colonna tedesca in piazza a Dongo, Mussolini fu riconosciuto dal partigiano Giuseppe Negri nascosto sotto una panca del camion numero 34. Fu immediatamente disarmato del mitra e di una pistola Glisenti, arrestato e preso in consegna dal vicecommissario di brigata Urbano Lazzaro "Bill", che lo accompagnò nella sede comunale, dove venne sequestrata la borsa in suo possesso.
Tutti gli altri componenti italiani al seguito furono arrestati: si trattava di più di cinquanta persone, oltre alle mogli e ai figli che li accompagnavano. Tra di essi vi erano la maggior parte dei membri del governo repubblichino e alcune personalità politiche, militari e sociali accompagnate dai familiari. Qualcuno si consegnò spontaneamente, altri tentarono di comprarsi una possibilità di fuga, offrendo ingenti somme e valori alla popolazione locale. Gli occupanti di un autoblindo cercarono di resistere ingaggiando una sparatoria; Pietro Corradori e Alessandro Pavolini fuggirono gettandosi nel lago, ma furono ricatturati e Pavolini rimase ferito.
Il fermo della colonna motorizzata tedesca e il successivo arresto di Mussolini e del suo seguito erano stati effettuati dai partigiani del distaccamento Puecher della 52ª Brigata Garibaldi "Luigi Clerici", comandata da Pier Luigi Bellini delle Stelle, nome di battaglia "Pedro". Il suo commissario politico era Michele Moretti "Pietro Gatti", vice-commissario politico Urbano Lazzaro "Bill", il capo di stato maggiore Luigi Canali "Capitano Neri".
Oltre ai gerarchi al seguito di Mussolini, fu arrestato Marcello Petacci, fratello di Claretta, che a bordo di un'Alfa Romeo 6C 1500 recante bandiera spagnola, seguiva il convoglio con la convivente Zita Ritossa, i figli Benvenuto e Ferdinando e la sorella. Esibendo un falso passaporto diplomatico spagnolo si dichiarava estraneo al convoglio; anche Clara Petacci era in possesso di un passaporto spagnolo intestato a Donna Carmen Sans Balsells. Lampredi, che conosceva il castigliano, a differenza di Audisio che non andò mai in Spagna perché confinato a Ventotene, aveva rapidamente smascherato Petacci e, avendolo scambiato per Vittorio Mussolini, figlio di Mussolini, aveva ordinato la sua fucilazione immediata. Urbano Lazzaro "Bill" l'aveva però sospesa, una volta accertata la sua vera identità.
Tra i fermati c'era anche Elena Curti, presunta figlia naturale di Mussolini.
Tutti i prigionieri furono interrogati e schedati dal "capitano Neri".

### Decisioni del CLNAI a Milano

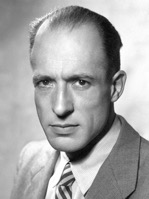
Rodolfo Morandi, presidente del CLNAI

Nel tardo pomeriggio del 27 aprile, su ordine di "Pedro", il brigadiere Antonio Scappin "Carlo" riuscì a comunicare a Milano, attraverso una linea telefonica privata, la notizia dell'arresto. Una seconda comunicazione giunse alle 20:20, tramite fonogramma, con la quale si comunicava che Benito Mussolini si trovava a Germasino, custodito da partigiani e Guardia di Finanza.
Già nella mattina del 25 aprile il CLNAI, riunitosi a Milano, aveva approvato un Decreto sui poteri giurisdizionali del CLNAI, nel quale l'art. 5 stabiliva che «i membri del governo fascista e i gerarchi fascisti colpevoli di aver contribuito alla soppressione delle garanzie costituzionali, d'aver distrutto le libertà popolari, creato il regime fascista, compromesso e tradito le sorti del paese e di averlo condotto all'attuale catastrofe, sono puniti con la pena di morte e, nei casi meno gravi con l'ergastolo». Con lo stesso spirito, il 19 aprile era stato emesso un ultimatum: «Sia ben chiaro per tutti che chi non si arrende sarà sterminato».
Con il diffondersi della notizia, giunsero al comando del CLNAI da parte del quartiere generale OSS di Siena diversi telegrammi con la richiesta di affidare Mussolini al controllo delle forze delle Nazioni Unite. Infatti, la clausola numero 29 dell'armistizio lungo siglato a Malta da Eisenhower e dal maresciallo d'Italia Pietro Badoglio il 29 settembre 1943, prevedeva espressamente che: «Benito Mussolini, i suoi principali associati fascisti e tutte le persone sospette di aver commesso delitti di guerra o reati analoghi, i cui nomi si trovino sugli elenchi che verranno comunicati dalle Nazioni Unite e che ora o in avvenire si trovino in territorio controllato dal Comando militare alleato o dal Governo italiano, saranno immediatamente arrestati e consegnati alle Forze delle Nazioni Unite». Nel frattempo venne inviato un velivolo all'aeroporto di Bresso per prelevare Mussolini.
Tuttavia, non appena venuto a conoscenza dell'arresto, il Comitato insurrezionale di Milano formato da Pertini, Valiani, Sereni e Longo, riunitosi alle ore 23 del giorno 27, decise di agire senza indugio e di inviare una missione a Como per procedere all'esecuzione di Mussolini; questo per aggirare il comportamento equivoco del generale Cadorna, diviso tra i doveri di comandante del Corpo volontari della libertà e la lealtà agli Alleati.
Walter Audisio, nome di battaglia "Colonnello Valerio", ufficiale addetto al comando generale del Corpo volontari della libertà, e Aldo Lampredi "Guido", ispettore del comando generale delle Brigate Garibaldi e uomo di fiducia di Luigi Longo, furono incaricati di eseguire la sentenza. Il riluttante generale Raffaele Cadorna, per evitare che Mussolini cadesse nelle mani degli Alleati, rilasciò il salvacondotto necessario. Audisio, inoltre, fu munito di un secondo lasciapassare in lingua inglese, firmato dall'agente dell'OSS americano Emilio Daddario. Contemporaneamente Cadorna contattò il tenente colonnello Sardagna rappresentante del CVL a Como, al fine di predisporre misure per recuperare Mussolini e trasferirlo in luogo sicuro.
Intanto alle 3 del mattino successivo, il servizio radio partigiano trasmise agli alleati un fonogramma a scopo di depistaggio, nel quale si asseriva l'impossibilità della consegna di Mussolini, in quanto già processato dal Tribunale popolare e fucilato «nello stesso luogo ove precedentemente fucilati da nazifascisti quindici patrioti». Ci si riferiva alla strage di Piazzale Loreto del 10 agosto 1944.

### Germasino

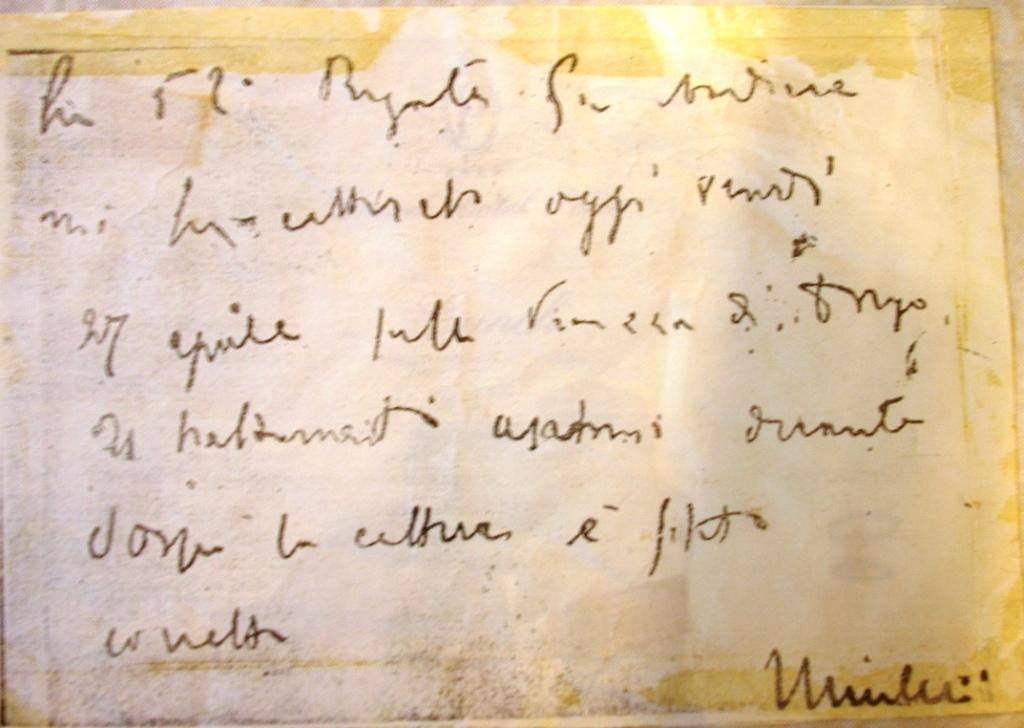
Il biglietto scritto a Dongo, dopo il suo arresto, da Mussolini su richiesta del brigadiere Giorgio Buffelli

In attesa di decisioni in merito e temendo per la sua incolumità, intorno alle 18:30 del 27 aprile il comandante Bellini delle Stelle trasferì Mussolini, insieme con Porta, nella caserma della Guardia di Finanza di Germasino, un paesino sopra Dongo. Prima di ritornare a Dongo, "Pedro" ricevette da Mussolini la richiesta di portare i saluti alla signora che accompagnava il console spagnolo, senza indicazioni sulla sua vera identità. Bellini delle Stelle scoprì che si trattava di Clara Petacci e accolse la sua richiesta di ricongiungersi a Mussolini.
Se al momento dell'arresto Mussolini appariva ormai privo di energie, col passare delle ore iniziò a manifestare una certa serenità; già a Dongo rispondeva volentieri alle domande che gli venivano rivolte, mentre a Germasino si intrattenne con i suoi custodi discutendo di politica, della guerra e della resistenza. Prima di coricarsi alle 23:30, su richiesta dei partigiani di guardia, Mussolini sottoscrisse una dichiarazione:
All'una fu svegliato per essere trasferito nuovamente in un luogo ritenuto più sicuro e, affinché non fosse riconosciuto, gli fu fasciato il capo. Ritornato a Dongo, Mussolini fu riunito alla Petacci. I due prigionieri furono fatti salire su due vetture per essere condotti verso la parte meridionale del lago; oltre ai due autisti, erano presenti anche "Pedro", il "Capitano Neri", "Gatti", la staffetta Giuseppina Tuissi "Gianna" e i giovani partigiani Guglielmo Cantoni "Sandrino" e Giuseppe Frangi "Lino".

### Bonzanigo

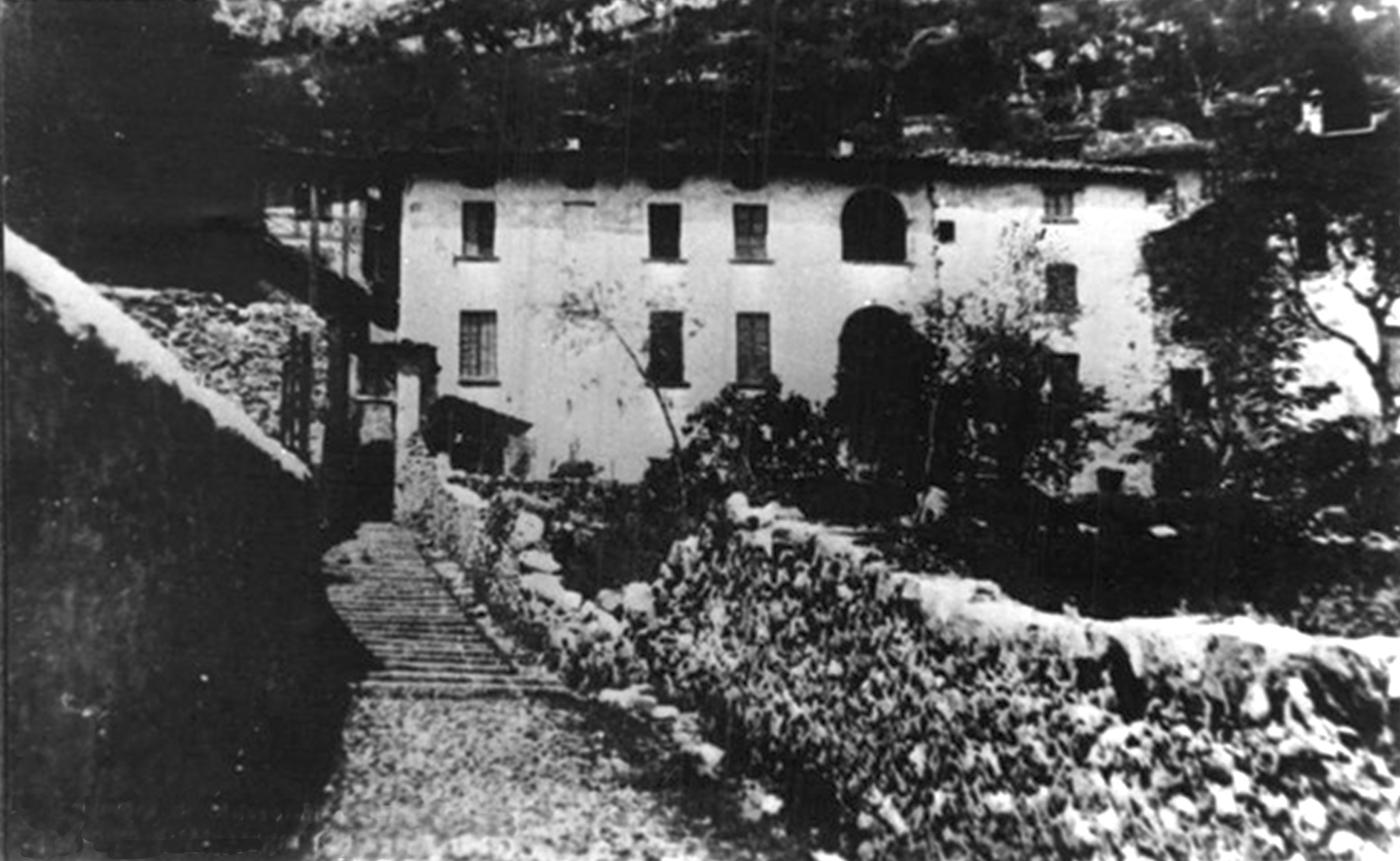
Casa de Maria, nella frazione Bonzanigo, in un'immagine dell'epoca

Poiché la notizia del trasferimento a Germasino si era diffusa rapidamente, i partigiani temevano sia un attacco fascista per liberare Mussolini, sia un tentativo da parte degli Alleati per catturarlo. Fu quindi deciso un ulteriore trasferimento in un luogo più distante da Dongo. "Neri", d'accordo con "Pietro", propendeva per trasferire Mussolini in una baita a San Maurizio di Brunate, sopra Como. "Pedro", invece, era stato contattato dal tenente colonnello Sardagna, rappresentante del Corpo volontari della libertà a Como su ordine del comandante generale Raffaele Cadorna, che aveva predisposto il traghettamento di Mussolini dal molo di Moltrasio fino alla villa dell'industriale Remo Cademartori a Blevio, sull'altra sponda del ramo comasco del Lario. Secondo questo piano, Mussolini e la Petacci avrebbero dovuto essere nascosti all'interno di una grotta naturale situata nel parco di Villa Cademartori.
Lungo la strada, tuttavia, dopo aver superato con difficoltà diciotto posti di blocco partigiani, ci si rese conto che era troppo rischioso procedere oltre e che non era possibile raggiungere la meta prefissata. "Pedro" convinse quindi il gruppo a fermarsi a Moltrasio ma, giunti sul molo, non trovarono nessuna imbarcazione pronta ad accoglierli. Nel frattempo, in lontananza furono uditi echi di una nutrita sparatoria, dovuti all'arrivo di una prima avanguardia della 34ª Divisione statunitense; si decise quindi, su proposta di Canali, di tornare indietro e di trovare un sicuro rifugio alternativo. Intanto una decina di jeep di un reparto agli ordini del Generale Bolty perlustravano la zona per cercare di assicurarsi la consegna di Mussolini.
Intorno alle ore 3 del 28 aprile, Mussolini e la Petacci furono quindi fatti scendere dalle vetture e alloggiati a Bonzanigo, una frazione del comune di Tremezzina, presso la famiglia De Maria, conoscenti di lunga data del "capitano Neri" e di cui il capo partigiano si fidava ciecamente. Il piantonamento notturno fu effettuato dai partigiani Cantoni e Frangi; "Pedro" con l'autista Dante Mastalli ritornò a Dongo, mentre "Neri", "Gianna" e "Pietro" con l'autista Giovanni Battista Geninazza si diressero verso Como.

## La morte
L'Unità del 29 aprile 1945 riportò la notizia della morte di Mussolini senza ulteriori commenti. Il primo resoconto ufficiale, seppur sintetico, comparve sull'edizione milanese del quotidiano L'Unità il 30 aprile 1945, ripreso il 1º maggio nell'edizione nazionale. Portava il titolo «L'esecuzione di Mussolini» e non era firmato. In esso non si facevano nomi, ma si parlava genericamente di un esecutore.
Dal 18 novembre al 15 dicembre 1945, sempre sullo stesso quotidiano nell'edizione romana, in ventitré puntate, fu presentata una relazione più dettagliata. Gli articoli non erano firmati e l'esecutore veniva indicato solo con il nome di battaglia di colonnello Valerio. Il testo è stato parzialmente ripubblicato il 25 aprile 1995.
L'identificazione del "Colonnello Valerio" con Walter Audisio fu effettuata solo nel 1947, in un servizio di otto puntate (6-16 marzo) firmato da Alberto Rossi, pubblicato sul quotidiano "indipendente" Il Tempo e dal periodico neofascista Meridiano d'Italia.
Per questo motivo, il 22 marzo la segreteria del PCI confermò con un comunicato che Valerio e Audisio erano la stessa persona. Il giorno seguente comparve su L'Unità una biografia di Walter Audisio. Un circostanziato memoriale, in cui Audisio raccontava in prima persona, fu pubblicato in cinque puntate da L'Unità fra il 25 e il 29 marzo.
Nel maggio 1972, su richiesta di Armando Cossutta, Aldo Lampredi Guido consegnò alla dirigenza del PCI una relazione riservata, pubblicata da L'Unità il 23 gennaio 1996.
Nel 1975 Walter Audisio raccontò nel libro postumo In nome del popolo italiano, curato dalla moglie Ernestina Ceriana, le vicende di cui era stato protagonista.
Michele Moretti "Pietro Gatti" rilasciò la propria versione in diverse interviste e dichiarazioni. La testimonianza più rilevante è contenuta nel libro di Giusto Perretta, presidente dell'Istituto comasco per la storia del movimento di Liberazione.
Della morte di Benito Mussolini esistono numerosi racconti e versioni, più o meno fantasiosi, elaborati negli anni successivi agli avvenimenti. Spesso sono il frutto di campagne propagandistiche e di speculazione politica che non trovano sul terreno storiografico alcun serio riscontro.
— Tutta quest'ala della biblioteca è stata riservata alle versioni autentiche della morte di Mussolini.»
(Testo di una vignetta umoristica firmata Amorelli, dicembre 1945)

### La versione storica
La versione storica o ufficiale della fucilazione di Mussolini e della Petacci si basa sulle testimonianze rilasciate dai tre esecutori. Sebbene le loro dichiarazioni presentino alcune differenze, concordano sostanzialmente sulla modalità di esecuzione, mentre divergono significativamente riguardo agli atteggiamenti e alle ultime parole pronunciate in tale occasione.

#### La missione del colonnello "Valerio"

Il vialetto di Giulino a Tremezzina poco tempo dopo gli eventi

Alle ore 7 del 28 aprile, "Valerio" e "Guido" partirono dalla scuola di Viale Romagna di Milano, accompagnati da un plotone di quattordici partigiani, agli ordini del comandante Alfredo Mordini "Riccardo", ispettore politico della 3ª Divisione Garibaldi-Lombardia "Aliotta", e di Orfeo Landini "Piero". 
Giunto a Como, Audisio esibì il lasciapassare firmato da Cadorna al nuovo prefetto Virginio Bertinelli e al colonnello Sardagna, garantendo loro che avrebbe trasferito i prigionieri a Como e successivamente a Milano. Dopo essersi trattenuto a Como fino alle 12:15 alla ricerca di un camion per il trasporto, Audisio si diresse verso Dongo, dove arrivò alle 14:10. Nel frattempo Lampredi e Mordini, vista la difficoltà nel reperire un mezzo di trasporto, lasciarono Audisio in prefettura e si recarono nella sede del Partito Comunista per cercare supporto. Accompagnati da Mario Ferro e Giovanni Aglietto della federazione comasca del PCI, partirono da Como verso le 10 e raggiunsero Dongo poco dopo Audisio. Contemporaneamente, arrivarono da Como anche Oscar Sforni, segretario del CLN comasco, e il maggiore Cosimo Maria De Angelis, responsabile militare del CLNAI per la zona di Como, inviati dal CLN comasco con l'incarico di far rispettare le decisioni mattutine e di trasportare Mussolini a Como. I due, tuttavia, ostacolando i piani di "Valerio", vennero imprigionati e rilasciati solo al termine delle operazioni.
A Dongo, "Valerio" trovò un clima teso e ostile, poiché i partigiani lariani temevano un'azione dei fascisti per liberare i prigionieri. Il "colonnello" incontrò il comandante Pier Luigi Bellini delle Stelle "Pedro", informandolo dell'ordine di fucilare Mussolini e gli altri prigionieri. "Pedro" si oppose fermamente all'ordine; solo dopo aver verificato e ritenuto sufficienti le credenziali, acconsentì a obbedire all'ufficiale superiore.

#### La presa in consegna di Mussolini e fucilazione

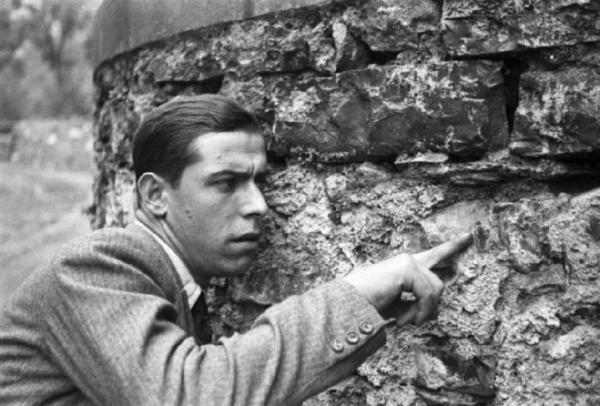
Ricostruzione dell'uccisione di Benito Mussolini. Il partigiano Bill (Urbano Lazzaro) indica un punto preciso del muro dove avvenne la fucilazione a Giulino, ottobre 1945, foto di Federico Patellani

Ricostruzione della posizione del corpo dopo gli spari in una foto di Federico Patellani

Alle 15:15 Walter Audisio "Valerio" incaricò "Pedro" di recarsi a Germasino per prendere in consegna gli altri prigionieri e partì da Dongo con una Fiat 1100 nera verso Bonzanigo, dove Mussolini era trattenuto con la Petacci. Lo accompagnavano Aldo Lampredi "Guido", Michele Moretti "Pietro", che conosceva i carcerieri e il luogo avendolo già visitato la notte precedente, e l'autista Giovanni Battista Geninazza.

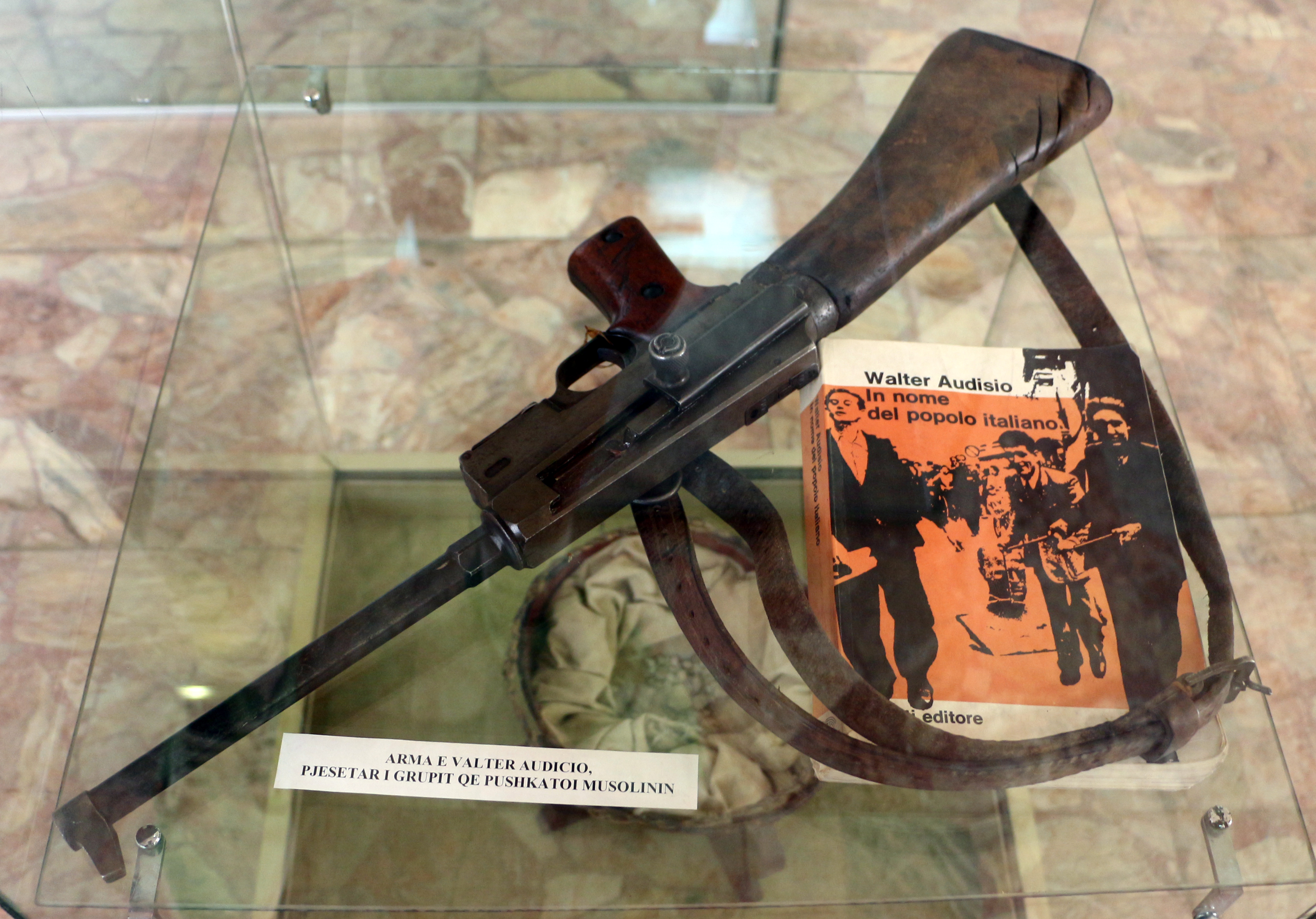
Il mitra francese MAS38 di Michele Moretti, che probabilmente sparò a Benito Mussolini, Museo storico nazionale di Tirana, Albania.

Moretti era equipaggiato con un mitra francese MAS 38, calibro 7,65 lungo; Lampredi portava una pistola Beretta modello 1934, calibro 9 × 17 mm. L'arma di Walter Audisio, un mitra Thompson, sarebbe stata successivamente riconsegnata al commissario politico della divisione partigiana dell'Oltrepò, Alberto Maria Cavallotti, senza essere stata utilizzata.
Le diverse versioni dei fatti, fornite o riferite da Walter Audisio, pur differendo su dettagli minori, descrivono la stessa dinamica dell'evento. L'ultima descrizione, pubblicata postuma a cura della moglie di Audisio, trova sostanziale conferma nel memoriale di Aldo Lampredi, consegnato nel 1972 e pubblicato su L'Unità nel 1996.
Giunti a casa De Maria, costantemente sorvegliata da "Sandrino" e "Lino", sollecitarono Mussolini, visibilmente stanco e abbattuto, e la Petacci a lasciare rapidamente l'abitazione. I prigionieri vennero fatti sedere nei sedili posteriori della vettura e condotti nel luogo poco distante, precedentemente scelto per l'esecuzione; si trattava di un angusto vialetto, via XXIV Maggio a Giulino, in posizione riparata davanti a Villa Belmonte, una residenza di villeggiatura. Qui i due prigionieri vennero fatti scendere.
Moretti e Lampredi furono inviati a bloccare la strada nelle due direzioni, mentre a Mussolini venne fatto cenno di dirigersi verso il cancello, mentre la Petacci piangeva. "Valerio" sospinse Mussolini verso l'inferriata e pronunciò la sentenza: «Per ordine del Comando Generale del Corpo Volontari della Libertà sono incaricato di rendere giustizia al popolo italiano» e, rivolgendosi poi alla Petacci che si aggrappava a Mussolini: «Togliti di lì se non vuoi morire anche tu». Tentò di procedere all'esecuzione, ma il suo mitra si inceppò; Lampredi si avvicinò ed estrasse la propria pistola, ma anche da questa non partì il colpo. Chiamò allora Moretti che, accorrendo, portò il proprio mitra. Con tale arma il "colonnello Valerio" colpì Mussolini con una raffica di cinque colpi. La Petacci, postasi sulla traiettoria del mitra, venne colpita e uccisa. Venne poi inferto un colpo di grazia al cuore di Mussolini con la pistola. Sul luogo dell'esecuzione furono successivamente rinvenuti proiettili calibro 7,65, compatibili con quelli del mitra francese di Moretti. Erano le ore 16:10 del giorno 28 aprile 1945.
Il giorno successivo l'edizione milanese de L'Unità riportò gli avvenimenti con un titolo a tutta pagina: «Mussolini e i suoi accoliti giustiziati dai patrioti nel nome del popolo»; inoltre il giorno 30 aprile l'edizione milanese riportò in prima pagina un'intervista con «l'esecutore della condanna a morte di Mussolini», senza però farne il nome; lo stesso articolo fu ripreso il giorno successivo dall'edizione nazionale.

#### Walter Audisio

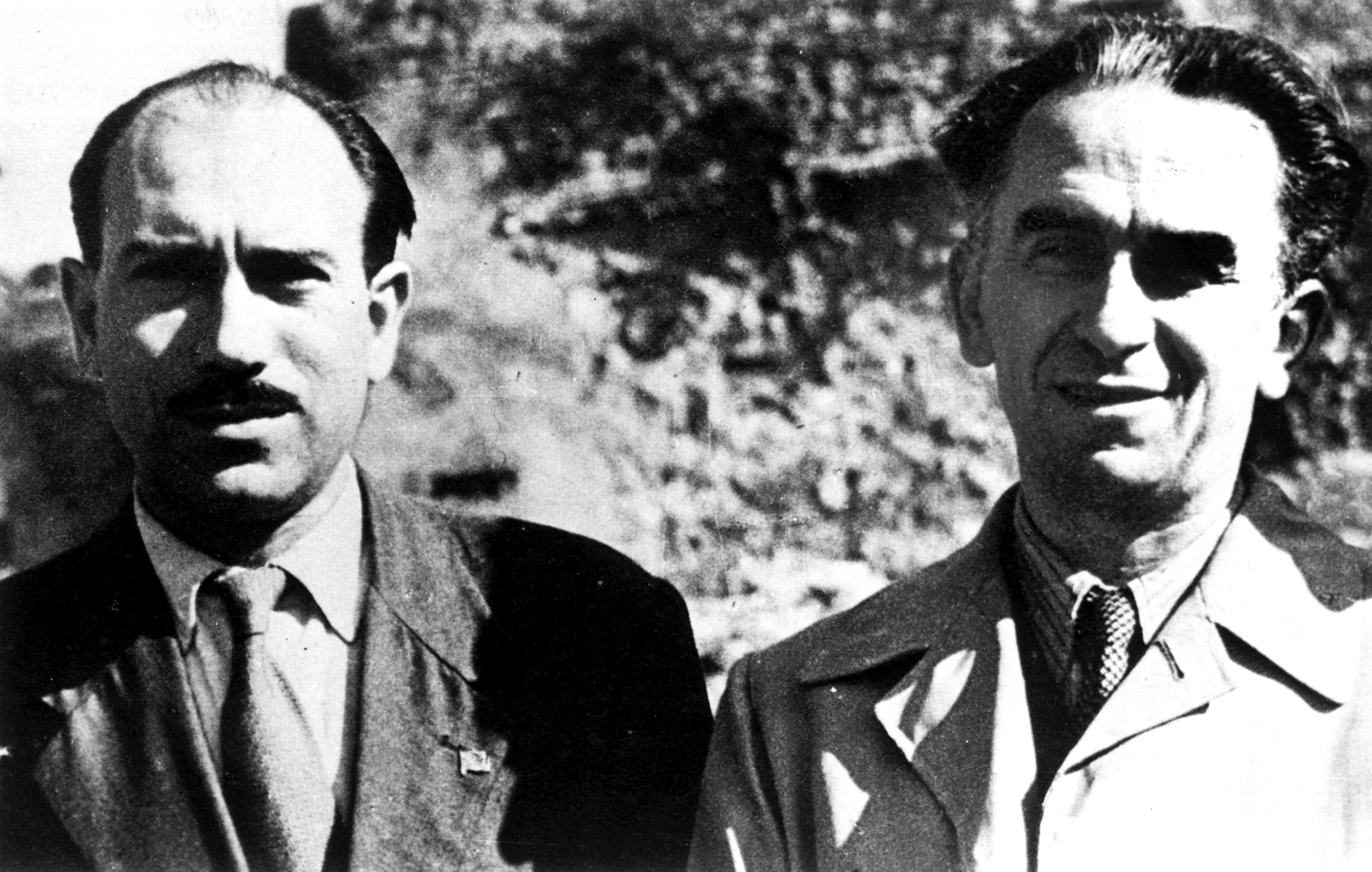
Walter Audisio e Luigi Longo

Walter Audisio era all'epoca ufficiale addetto al Comando generale delle Brigate d'assalto Garibaldi e a quello del Corpo volontari della libertà. Non essendo noto al di fuori degli ambienti militanti e non avendo mai attirato l'attenzione pubblica, inizialmente non venne identificato come l'esecutore di Mussolini; le cronache, infatti, riferivano che la fucilazione era stata eseguita dal "colonnello Valerio", senza rivelarne la vera identità. La sua figura emerse pubblicamente, in relazione a questi fatti, solo nel marzo 1947, quando il quotidiano L'Unità (organo del PCI, di cui Audisio divenne successivamente deputato) confermò la sua identità, dopo alcuni articoli pubblicati da Il Tempo.
Nel volume In nome del popolo italiano, pubblicato postumo, Audisio sostenne che le decisioni prese nel primo pomeriggio del 28 aprile a Dongo, durante l'incontro con il comandante della 52ª Brigata, Bellini delle Stelle, equivalevano a una sentenza emessa da un organismo regolarmente costituito ai sensi dell'art. 15 del documento del CLNAI sulla costituzione dei tribunali di guerra. Questa interpretazione non è unanimemente condivisa, poiché in tale occasione mancava la presenza di un magistrato e di un commissario di guerra. Dell'intera vicenda si occupò anche la magistratura penale ordinaria, investita dal giudice civile, cui si erano rivolti i familiari dei Petacci e di Pietro Calistri per risarcimento danni. Nei confronti di Audisio, all'epoca parlamentare, l'apposita Giunta concesse l'autorizzazione a procedere. Il processo si concluse definitivamente il 7 luglio 1967, quando il giudice istruttore assolse il "colonnello Valerio" dall'accusa di omicidio volontario pluriaggravato, appropriazione indebita e vilipendio di cadavere, poiché i fatti erano avvenuti nel corso di un'«azione di guerra partigiana per la necessità di lotta contro i tedeschi ed i fascisti nel periodo della occupazione nemica» e come tali non furono ritenuti punibili.

### L'ipotesi inglese
Contatti segreti tra Mussolini ed emissari britannici erano avvenuti a Porto Ceresio (VA), presso il confine svizzero, il 21 settembre 1944 e il 21 gennaio 1945; inoltre, il testo delle intercettazioni telefoniche effettuate dai servizi segreti tedeschi a Salò, sulle conversazioni di Mussolini, suggerisce l'esistenza di possibili accordi segreti e di uno scambio di lettere tra il dittatore italiano e il Primo ministro inglese Winston Churchill, sebbene rimanga ancora difficile definire con certezza il contenuto di tale carteggio. Il 27 aprile 1945, al momento della sua cattura, secondo le testimonianze di coloro che dichiararono di averle ispezionate in quei giorni (partigiani, funzionari, ecc.) Mussolini aveva con sé una borsa piena di documenti contenente, tra l'altro, parte della sua corrispondenza con Churchill, della quale non è stata però accertata la datazione. Nell'immediato dopoguerra, Churchill e i servizi segreti britannici si sarebbero attivamente adoperati per recuperare tutte le copie di tale carteggio.
Alla scomparsa, successiva all'arresto di Mussolini, di tali documenti segreti, divenuti noti come il "carteggio Churchill-Mussolini", si ricollegherebbe una versione alternativa sull'uccisione del capo del fascismo, descritta nel memoriale dell'ex comandante della divisione partigiana formata dalla 111ª, 112ª e 113ª Brigata Garibaldi, Bruno Giovanni Lonati "Giacomo". In tale pubblicazione, uscita nell'autunno 1994, quasi cinquant'anni dopo i fatti, l'autore afferma di essere stato l'esecutore dell'uccisione di Mussolini, il 28 aprile 1945, poco dopo le ore 11, in una stradina laterale di fronte casa De Maria, a Bonzanigo, nell'ambito di una missione segreta diretta da un agente inglese. Lo scopo della missione sarebbe stato quello di impedire la diffusione del contenuto del carteggio, recuperandolo e sopprimendo Mussolini e Claretta Petacci, essendo quest'ultima perfettamente informata sull'esistenza di tali rapporti.
Secondo questa versione, Lonati sarebbe stato contattato da un agente inglese il giorno precedente a Milano alle ore 16 e, per lo svolgimento della missione, avrebbe costituito una squadra composta da altri tre partigiani. Il "commando" sarebbe stato informato del luogo esatto dove si trovavano i prigionieri intorno alle ore otto del mattino del 28 aprile, grazie a un altro agente, soprannominato "L'alpino", posizionato a Tremezzo. Dopo una sparatoria per superare un posto di blocco nei pressi di Argegno, nella quale uno dei tre partigiani del "commando" avrebbe perso la vita, la squadra sarebbe giunta a Bonzanigo e avrebbe facilmente sopraffatto i guardiani della coppia. L'esecuzione sarebbe stata effettuata con mitra Sten. Il carteggio Churchill-Mussolini non sarebbe stato recuperato ma, dopo aver fotografato i cadaveri, l'agente inglese avrebbe imposto a Lonati e ai due partigiani superstiti il silenzio per cinquant'anni. Per tale motivo Lonati avrebbe redatto il suo memoriale solo nel 1994. Nel frattempo, nel 1982, Lonati si sarebbe recato dal console inglese a Milano, il quale gli avrebbe mostrato le foto scattate a suo tempo dall'agente segreto "John" e avrebbe approvato il testo di una dichiarazione da spedire a Lonati allo scadere dei cinquant'anni, a conferma di tale versione dei fatti.
Tale versione è stata accreditata da Peter Tompkins, scrittore ed ex agente segreto statunitense e dallo storico Luciano Garibaldi.
Questa ricostruzione appare avvalorata dalle seguenti circostanze:
- È documentato da registrazioni telefoniche e dalla corrispondenza tra Mussolini e la Petacci che quest'ultima era effettivamente al corrente dei contatti tra Churchill e Mussolini e del carteggio segreto.[96]
- È stata individuata la presenza in loco, ai primi di maggio del 1945, di un misterioso agente in uniforme da alpino, sicuramente in contatto con spie inglesi e probabilmente anche con la partigiana Giuseppina Tuissi "Gianna",[97] una delle poche persone a conoscenza del luogo di prigionia di Mussolini e della Petacci prima dell'esecuzione.
- È stato effettivamente testimoniato il verificarsi di una sparatoria con morti tra un posto di blocco di partigiani e una macchina, ad Argegno, la mattina del 28 aprile.[98]
- L'orario antimeridiano dell'uccisione, secondo la versione Lonati, è coerente con l'assenza di resti di cibo nello stomaco di Mussolini, come rilevato in sede di autopsia.[99]
- La testimonianza di Dorina Mazzola, che dichiarò che Mussolini e la Petacci furono uccisi a Bonzanigo e non a Giulino in orario antimeridiano del 28 aprile 1945, appare abbastanza coerente, anche se non coincide perfettamente, con quanto affermato da Lonati. La Mazzola ricordava anche un uomo che aveva a tracolla «una lussuosa macchina fotografica».[100]

Luigi Longo, comandante in capo di tutte le brigate Garibaldi, secondo Tompkins, sarebbe giunto sul posto subito dopo la duplice uccisione, avrebbe architettato una finta fucilazione e la versione dell'uccisione "per errore" della Petacci, per poi legare al segreto per cinquant'anni tutti i partigiani presenti. A tal proposito non si può ignorare la ricostruzione fornita nel 1993 da Urbano Lazzaro, il partigiano "Bill", vice commissario politico della colonna partigiana autrice della cattura, nella quale si dichiara che il personaggio presentatosi a Dongo il 28 aprile 1945 con il nome di battaglia di "Colonnello Valerio" fosse proprio Luigi Longo e non Walter Audisio, come comunemente si sostiene.
La versione di Bruno Lonati è tuttavia contraddetta, oltre che dalla versione storica già menzionata in premessa, anche da altri elementi significativi:
- Dall'autopsia effettuata a Milano il 30 aprile 1945 dal prof. Caio Mario Cattabeni, che ha rilevato almeno sette fori di entrata di proiettili sul corpo di Benito Mussolini,[99] mentre Lonati ha affermato di aver sparato non più di quattro o cinque colpi.[102]
- Dagli ulteriori esami effettuati dal prof. Pierluigi Baima Bollone sulle fotografie dei cadaveri sospesi al traliccio di Piazzale Loreto, che attesterebbero non solo l'esistenza di una raffica di mitra sui due corpi, ma anche l'effettuazione del colpo di grazia a mezzo pistola.[103]
- Dal rilevamento di due proiettili da pistola, 9 corto, nel corpo di Claretta Petacci durante la riesumazione effettuata il 12 aprile 1947,[nota 18] incompatibile con i proiettili del mitra Sten calibro 9 Parabellum, che Lonati asserisce essere stato utilizzato.[102]
- Dalla circostanza che, in realtà, i partigiani incaricati di sorvegliare Mussolini e la Petacci in casa De Maria erano soltanto due ("Lino" e "Sandrino"), mentre Lonati racconta che il suo "commando" ne avrebbe immobilizzati tre prima di effettuare la duplice uccisione.
- Dal parere dell'anatomopatologo Luigi Baima Bollone che non ritiene decisiva la circostanza della mancanza di cibo nello stomaco di Mussolini in rapporto alla determinazione dell'orario dell'esecuzione.[nota 18]
- Dal silenzio dell'ambasciata britannica, più volte sollecitata dallo stesso Lonati per la conferma della sua versione una volta scaduti i cinquant'anni dai fatti.
- Dal rifiuto di rilasciare dichiarazioni in suo favore da parte dell'unico partigiano del "commando" ancora vivente all'epoca, durante la trasmissione Enigma (Rai 3) del 31 gennaio 2003.
- Dalla mancata conferma della macchina della verità, a cui si sottopose Lonati nel corso della stessa trasmissione.

### Diverse versioni

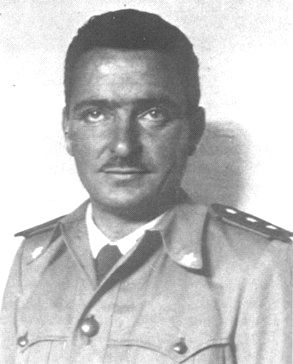
Michele Moretti

Oltre alla versione storica e all'"ipotesi inglese", nel corso degli anni sono emerse diverse ricostruzioni della duplice esecuzione.
- Il 22 ottobre 1945, prima della diffusione della "versione storica" dei fatti, il partigiano Guglielmo Cantoni "Sandrino" (uno dei due militanti che il 28 aprile 1945 avevano piantonato Mussolini e la Petacci in casa De Maria) rilasciò un'intervista al Corriere d'Informazione. Dichiarò di aver seguito a piedi la squadra degli esecutori e delle vittime della fucilazione, giungendo nei pressi di Villa Belmonte in tempo per vedere "Valerio" sparare un paio di colpi di pistola contro Mussolini, rimasto sorprendentemente in piedi; la raffica di mitra che, secondo l'intervistato, avrebbe colpito sia Mussolini sia la Petacci, sarebbe stata esplosa da Michele Moretti, intervenuto prontamente per risolvere l'impasse. Successivamente lo stesso "Valerio" avrebbe sparato altri due colpi di pistola sul corpo dell'uomo, che ancora si muoveva.[104]

- Altre versioni alternative derivano dalla constatazione del professor Cattabeni, in sede di necroscopia del 30 aprile 1945, dell'assenza di residui di cibo nello stomaco di Mussolini;[99] da ciò l'ipotesi che l'esecuzione si sarebbe verificata in orario antimeridiano, mentre poco dopo le ore 16 del 28 aprile si sarebbe svolta una "finta fucilazione" di due cadaveri. Il primo studioso a formulare tale ipotesi fu Franco Bandini, nel 1978.[105]

Luigi Canali

- Nel 1993 lo storico Alessandro Zanella sostenne che la duplice uccisione fosse avvenuta intorno alle ore 5:30 del 28 aprile, all'interno o nei paraggi di casa De Maria, per mano di Luigi Canali "Neri", Michele Moretti "Gatti" e Giuseppe Frangi "Lino".[106] Questa versione si basa su uno studio del dottor Aldo Alessiani, medico giudiziario della magistratura di Roma, nel quale si afferma, sulla base dell'esame delle foto scattate dalle ore 11 alle 14 circa del 29 aprile sui cadaveri appesi al traliccio di Piazzale Loreto, che Mussolini e la Petacci fossero morti da circa trentasei ore, quindi ben prima delle ore 16 del 28 aprile 1945.[107] Anche la cosiddetta "pista inglese", trattata nella sezione precedente, presuppone un'esecuzione in orario antimeridiano, sebbene collocata intorno alle 11.

- Nel 2005 Pierluigi Baima Bollone, ordinario di Medicina legale nell'Università di Torino, effettuò un riesame della necroscopia del 1945 sul cadavere di Mussolini e uno studio computerizzato sulle fotografie e sulle riprese cinematografiche dei corpi sospesi al traliccio di Piazzale Loreto e sul tavolo dell'obitorio di Milano, sulle armi impiegate e i bossoli rinvenuti, nonché sulle cartelle cliniche di Mussolini in vita.

L'indagine portò l'anatomopatologo torinese ad affermare che la circostanza della mancanza di cibo nello stomaco di Mussolini non fosse determinante per stabilire l'orario dell'uccisione, poiché risulta incontestabile che Mussolini soffrisse di ulcera e osservasse da anni una dieta tale da permettere al suo stomaco di svuotarsi del cibo in circa due ore. Inoltre, il docente universitario smentisce lo studio del dottor Alessiani, sostenendo che, al momento dello scatto delle foto e delle riprese in Piazzale Loreto, la rigidità del corpo di Mussolini fosse ancora nella fase iniziale, dimostrando un orario del decesso non anteriore alle ore 16 o 16:30 del giorno precedente, coincidente con il racconto di Walter Audisio.

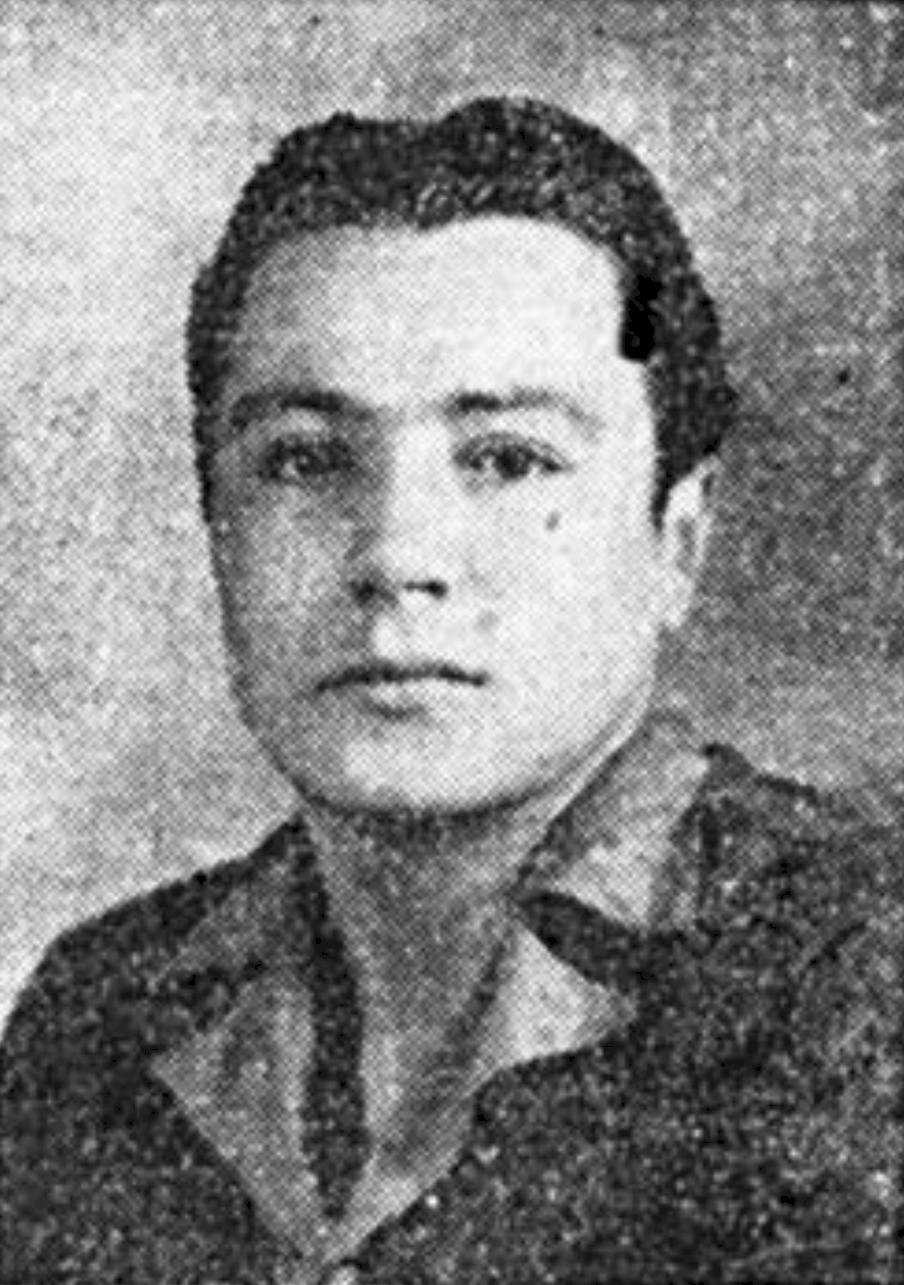
Guglielmo Cantoni "Sandrino"

Inoltre, sulla base del posizionamento dei fori di entrata e di uscita nei due cadaveri, rilevato in base alle foto delle salme e alla necroscopia Cattabeni, il professor Baima Bollone ha ritenuto logico ipotizzare che «l'azione determinante i due decessi sia stata effettuata da due tiratori, dei quali il primo posto frontalmente al bersaglio costituito dalla Petacci e da Mussolini, affiancati e leggermente sopravanzatisi l'una all'altro, e il secondo lateralmente». Quest'ultima asserzione, pur non identificando i due tiratori, sembra avvalorare la meccanica della vicenda riportata nelle dichiarazioni del partigiano "Sandrino" al Corriere d'Informazione nel 1945.
- Nel 2009 i ricercatori Cavalleri, Giannantoni e Cereghino condussero un'attenta analisi dei documenti dei servizi segreti americani degli anni 1945 e 1946, desecretati dall'amministrazione Clinton. Dall'esame dei tre ricercatori emersero due rapporti segreti dell'agente dell'OSS Valerian Lada-Mokarski, il primo risalente ai primi di maggio del 1945 e il secondo datato 30 maggio 1945. L'agente americano, dopo aver raccolto il resoconto di alcuni "testimoni oculari",[nota 21] indicò con precisione orario e luogo della fucilazione (poco dopo le ore 16 del 28 aprile 1945, davanti a Villa Belmonte a Giulino), perfettamente coincidenti con quelli della versione storica.

D'altra parte, i due rapporti non forniscono informazioni inequivocabili riguardo all'identificazione degli esecutori. Secondo il rapporto del 30 maggio - più dettagliato del precedente - la fucilazione sarebbe stata condotta da tre uomini: un "capo partigiano" (che gli autori della ricerca hanno identificato in Aldo Lampredi), un uomo in abiti civili (identificato dall'agente OSS nel "colonnello Valerio") e un uomo in divisa da partigiano (Michele Moretti). I colpi sparati dal "civile", armato di revolver, avrebbero colpito obliquamente Mussolini alla schiena e, subito dopo, l'uomo in divisa da partigiano gli avrebbe sparato direttamente al petto con un mitra. Successivamente sarebbe stata la volta della Petacci, raggiunta da diversi colpi al petto. Il precedente rapporto dei primi di maggio, tuttavia, non descrive il "colonnello Valerio" come indossante abiti civili, ma una divisa da partigiano color mattone con i gradi di colonnello sulla bustina. Ciò corrisponde a tutte le descrizioni di Audisio-"Valerio" comunemente fornite dai testimoni.
Il rapporto del 30 maggio, inoltre, conclude che, in un secondo momento, sarebbe intervenuto nell'esecuzione un partigiano locale (identificato in Luigi Canali, accreditato dall'agente statunitense come uno dei suoi informatori), il quale, dopo essere stato fatto avvicinare dal "capo partigiano", avrebbe scaricato due ultimi colpi con la sua pistola sul corpo di Mussolini, ancora in vita. L'introduzione di un terzo "tiratore" nella vicenda contrasta con la meccanica dell'azione emersa dai rilievi del professor Baima Bollone.
- Infine, nel 2012, il quotidiano Libero riportò alcune rivelazioni che Giuseppe Turconi, compaesano di Giuseppe Frangi "Lino" (uno dei due guardiani di Mussolini in casa De Maria), avrebbe ricevuto nel 1945 da Lia De Maria, e le analoghe confidenze di Ettore Manzi, comandante della stazione dei carabinieri di Dongo, a Elena Curti, figlia naturale di Mussolini, verso la fine degli anni cinquanta. Manzi e la De Maria avrebbero sostenuto che Mussolini, mentre era prigioniero a Bonzanigo, aveva ingerito del cianuro tramite una capsula nascosta sotto un dente. Secondo Libero, il partigiano Frangi potrebbe aver poi finito il rantolante Mussolini. La Petacci sarebbe stata uccisa successivamente in un prato sottostante la chiesa di Mezzegra. Nell'articolo di Libero, comunque, venne evidenziata la contraddizione tra il timore di Mussolini di essere avvelenato con il cibo e il suo presunto suicidio mediante veleno.[110]

### Ipotesi alternative sull'identità di "Valerio"

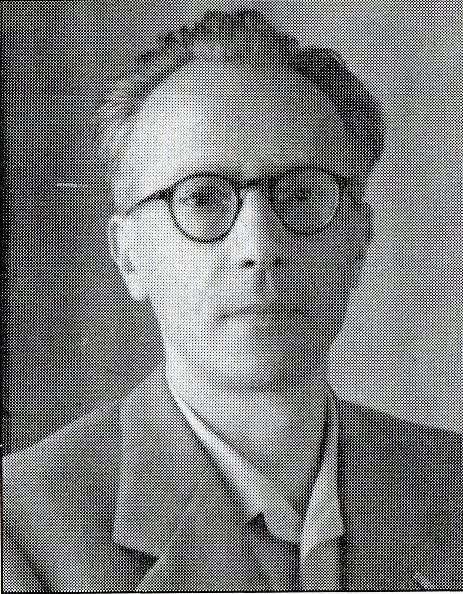
Aldo Lampredi

- Alcuni autori[105][111] hanno identificato la figura del "colonnello Valerio" con Luigi Longo "Gallo", comandante generale delle Brigate Garibaldi e futuro segretario nazionale del PCI. In realtà, la presenza di Longo a Mezzegra al momento della fucilazione di Mussolini, avvenuta intorno alle ore 16, deve escludersi, poiché, come confermato dalle numerose fotografie dell'evento che lo ritraggono,[112] nel corso del pomeriggio del 28 aprile 1945 egli era presente in Piazza Duomo a Milano alla manifestazione conclusiva della grande sfilata, iniziata alle ore 15, dei garibaldini della Valsesia e della Valdossola guidati da Cino Moscatelli.[113] Solo nel caso in cui Mussolini fosse stato ucciso la mattina attorno alle 9, Longo avrebbe potuto raggiungere Milano in tempo per incontrare Moscatelli nel pomeriggio.

L'identificazione di "Valerio" con Longo, pertanto, sarebbe plausibile solo anticipando la fucilazione nella mattinata del 28 aprile e introducendo l'ulteriore tesi di una seconda fucilazione dei cadaveri nel pomeriggio; anche in tale ipotesi, inoltre, resterebbe non identificato l'autore della seconda fucilazione delle 16:00-16:30 e, soprattutto, di colui che tra le 17 e le 18 del pomeriggio si ripresentò a Dongo come "colonnello Valerio" per la fucilazione dei quindici prigionieri e di Petacci. Inoltre, non risulta chiaro per quale motivo Urbano Lazzaro "Bill" si sia espresso a favore dell'identificazione di "Valerio" con Longo soltanto a partire dal 1993 e non l'abbia dichiarato al processo del 1957 per le sottrazioni di beni.
All'udienza del 24 maggio 1957, inoltre, i componenti del CLN Oscar Sforni e Cosimo De Angelis hanno confermato che a Como, nella tarda mattinata del 28 aprile 1945, un comandante partigiano si era presentato come "colonnello Valerio", e che successivamente lo seguirono a Dongo, dove lo raggiunsero intorno alle 14:00-14:10. Anche anticipando la fucilazione di Mussolini - dunque - nella tarda mattinata del 28 aprile, il "colonnello Valerio" non avrebbe potuto trovarsi a Mezzegra.
- Nell'intervista al Corriere d'Informazione del 22 ottobre 1945, il partigiano Guglielmo Cantoni "Sandrino" dichiarò di aver visto il "colonnello Valerio" sparare a Benito Mussolini con una pistola, senza rivelarne l'identità.[104] È accertato, peraltro, che al momento dell'esecuzione il possessore di un'arma simile (precisamente una pistola Beretta modello 1934, calibro 9 mm[nota 15]) fosse Aldo Lampredi e non Walter Audisio, che invece impugnava un mitra Thompson.[79]

Anche il rapporto segreto, datato 30 maggio 1945, dell'agente dell'OSS Valerian Lada-Mokarski sembrerebbe indicare il "colonnello Valerio" nella persona di Aldo Lampredi, descrivendolo come un uomo in abiti civili, armato di revolver. Aldo Lampredi, infatti (come riferiscono concordemente le testimonianze raccolte a Milano, a Como e a Dongo) il 28 aprile 1945 indossava un impermeabile bianco, mentre Walter Audisio aveva indosso una divisa da partigiano color cachi o rosso-mattone con i gradi di colonnello.
L'ipotesi che a uccidere Mussolini non sia stato Walter Audisio, ma Aldo Lampredi venne riportata nel 1997 da Massimo Caprara, pur senza citare il nome di battaglia dell'autore dell'esecuzione. Caprara, già segretario particolare di Palmiro Togliatti e in seguito uscito dal PCI per fondare il gruppo de Il manifesto, dichiarò di aver raccolto, in proposito, le confidenze di Togliatti e di Celeste Negarville, all'epoca direttore de L'Unità. A una domanda sull'autore dell'esecuzione, Togliatti avrebbe risposto: «No, non è lui (Audisio, n.d.r.). Abbiamo deciso di coprire l'autore dell'esecuzione di Mussolini. L'uomo che ha sparato è Lampredi».
Negarville avrebbe confermato l'attribuzione dell'esecuzione a Lampredi, aggiungendo anche alcuni dettagli significativi. Togliatti «si premurò d'una cosa soprattutto: proteggere il funzionario kominternista che è Lampredi. Non solo sottraendolo alla curiosità della gente, ma salvandolo da una auto-esaltazione che avrebbe potuto travolgerlo: sentirsi all'improvviso il vendicatore-eroe, dopo una vita grigia e ingrata. Lui ha sparato a Mussolini. Con la Petacci non c'entra. Si limitò a prelevare Mussolini da casa De Maria e a portarlo con lo stivale rotto fino al cancello di Villa Belmonte. Queste cose le riferì a Luigi Longo il responsabile di partito per tutta l'operazione: Dante Gorreri».

## Dopo la morte

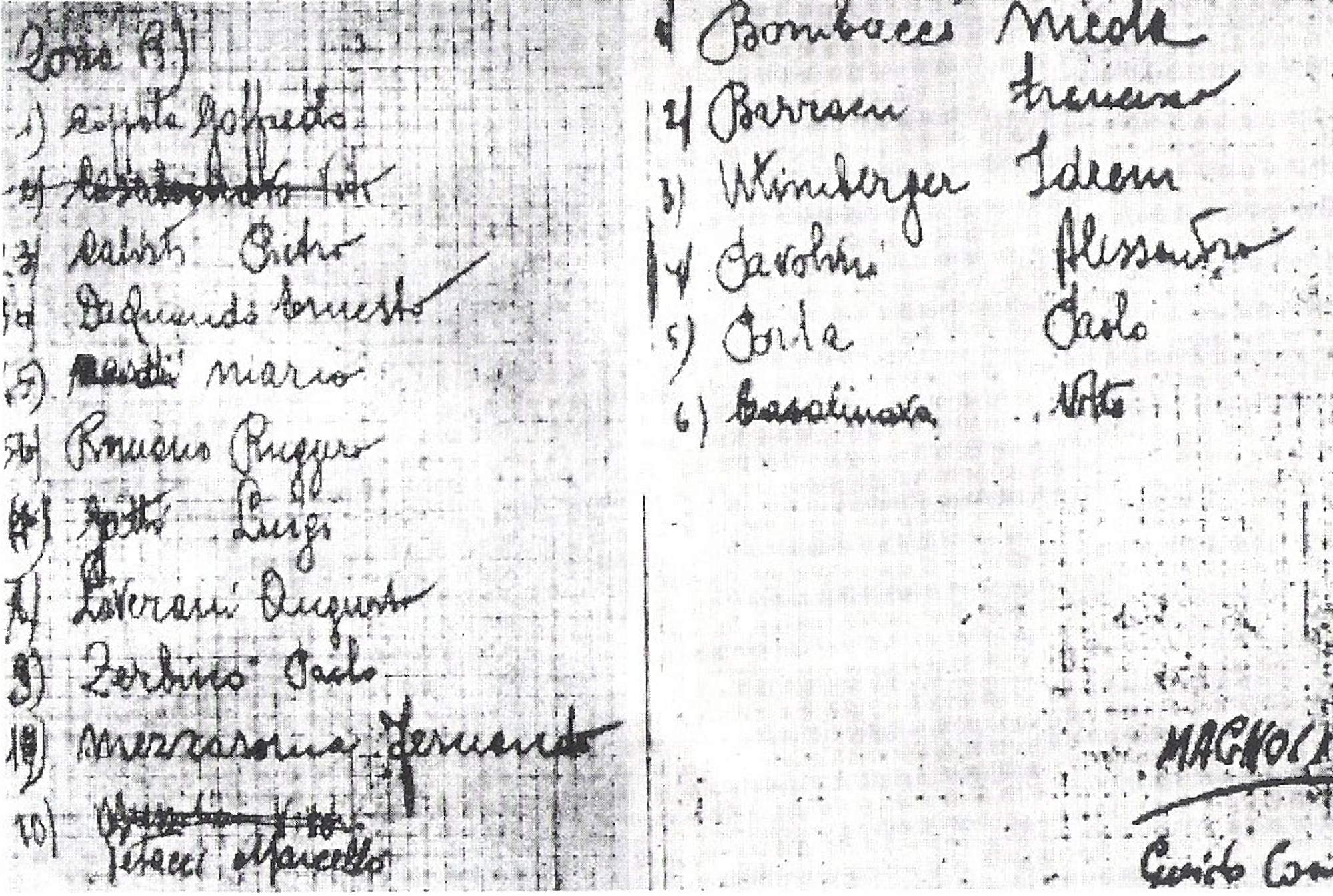
Elenco dei gerarchi fucilati, firmato da "Magnoli" (altro nome di Walter Audisio) e "Guido Conti" (Aldo Lampredi)

I gerarchi allineati sul lungolago ricevono i conforti religiosi prima della fucilazione

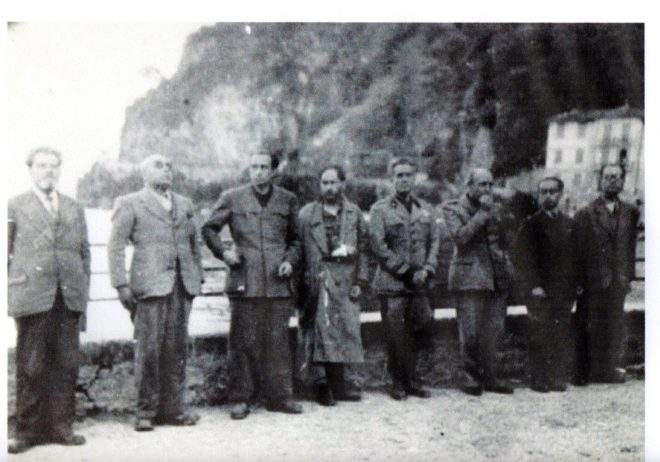
Otto dei quindici fucilati. Da sinistra: Bombacci, Barracu, Utimperghe, Pavolini, Casalinuovo, Porta, Mezzasoma, Daquanno

Dopo la fucilazione di Mussolini e della Petacci a Giulino, i partigiani "Lino" (Giuseppe Frangi) e "Sandrino" (Guglielmo Cantoni) rimasero di guardia ai corpi davanti al cancello di Villa Belmonte. Nel frattempo, Audisio si diresse verso Dongo, dove giunse intorno alle ore 17 del 28 aprile per dirigere la fucilazione degli altri fascisti, nel frattempo radunati sul lungolago davanti al municipio di Palazzo Manzi (piazza oggi dedicata al partigiano Giulio Paracchini).
I quindici condannati erano stati già selezionati da "Valerio" stesso prima della sua partenza per la Tremezzina, esaminando l'elenco dei prigionieri italiani catturati dalla 52ª Brigata Garibaldi "Luigi Clerici". Vengono comunemente definiti "gerarchi", sebbene questa qualifica fosse applicabile solo a dieci di loro:
- Francesco Maria Barracu, sottosegretario alla presidenza del Consiglio
- Nicola Bombacci, consigliere di Mussolini
- Luigi Gatti, ex prefetto di Milano, segretario di Mussolini
- Augusto Liverani, ministro delle comunicazioni
- Ferdinando Mezzasoma, ministro della cultura popolare
- Alessandro Pavolini, ministro segretario del Partito Fascista Repubblicano
- Paolo Porta, ispettore dei Fasci della Lombardia, federale di Como e comandante della XI Brigata nera "Cesare Rodini"
- Ruggero Romano, ministro dei lavori pubblici
- Idreno Utimperghe, federale di Lucca e comandante della XXXVI Brigata nera "Natale Piagentini"
- Paolo Zerbino, ministro dell'interno

Gli altri fucilati furono:
- Pietro Calistri, capitano pilota dell'Aeronautica Nazionale Repubblicana
- Vito Casalinuovo, colonnello della Guardia Nazionale Repubblicana, ufficiale d'ordinanza di Mussolini
- Goffredo Coppola, rettore dell'Università di Bologna
- Ernesto Daquanno, direttore della Agenzia Stefani
- Mario Nudi, impiegato della Confederazione fascista dell'Agricoltura e comandante della scorta di Mussolini

L'avvocato Giuseppe Rubini, figlio del politico Giulio Rubini, da poco nominato sindaco di Dongo, tentò di opporsi alle esecuzioni, ma non ricevendo risposta, rassegnò le dimissioni e si ritirò nella propria abitazione.
I condannati furono allineati contro la ringhiera metallica rivolta verso il Lago, per essere fucilati alla schiena; venne respinta la richiesta di Barracu di essere colpito al petto. L'esecuzione fu comandata da Alfredo Mordini ("Riccardo"), già combattente garibaldino nella guerra civile spagnola. Prima dell'esecuzione, padre Ferrari Accursio del vicino santuario francescano "Madonna delle lacrime" impartì una comune assoluzione ai condannati. "Valerio" gli concesse tre minuti per fornire i conforti religiosi, dopodiché i condannati furono giustiziati alle ore 17:48.
Il numero dei fucilati corrispondeva esattamente al numero di partigiani che il 10 agosto 1944 erano stati fucilati per rappresaglia dai fascisti su ordine tedesco ed esposti pubblicamente in Piazzale Loreto a Milano. Questa corrispondenza numerica suggerirebbe l'intenzione di vendicare la strage (sebbene il totale delle vittime, includendo Mussolini, Clara e Marcello Petacci, arrivasse a 18). Al termine della fucilazione, poiché non tutti i gerarchi erano deceduti, per circa due minuti il plotone riprese a sparare disordinatamente sui corpi a terra; ristabilito l'ordine, furono inflitti i colpi di grazia. La fucilazione venne documentata dal fotografo dilettante Luca Schenini, commerciante di Dongo, ma il filmato fu sequestrato dallo stesso Audisio.
Marcello Petacci non fece parte di quel gruppo poiché gli altri condannati, al momento dell'allineamento, lo insultarono chiamandolo «ruffiano» e richiesero un'esecuzione separata, richiesta che venne accolta. Tuttavia, quando giunse il suo turno, Petacci riuscì a liberarsi e a gettarsi nelle acque del lago, dove venne raggiunto da alcuni proiettili che ne causarono la morte.
Secondo alcune ricostruzioni, nelle due notti successive sarebbe stata prelevata e uccisa una decina di prigionieri; gli altri, rimasti agli arresti a Dongo, vennero successivamente trasferiti a Como.

## Traversie delle salme

### Piazzale Loreto

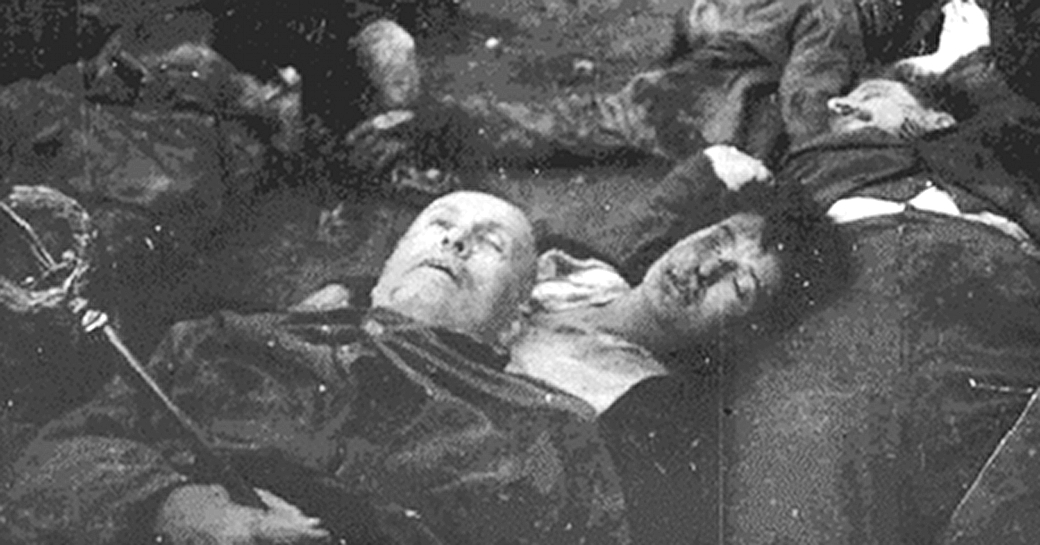
I corpi di Mussolini e Claretta Petacci a terra in piazzale Loreto; è visibile il gagliardetto posto come oltraggio dai partigiani dell'Oltrepò Pavese fra le mani di Mussolini

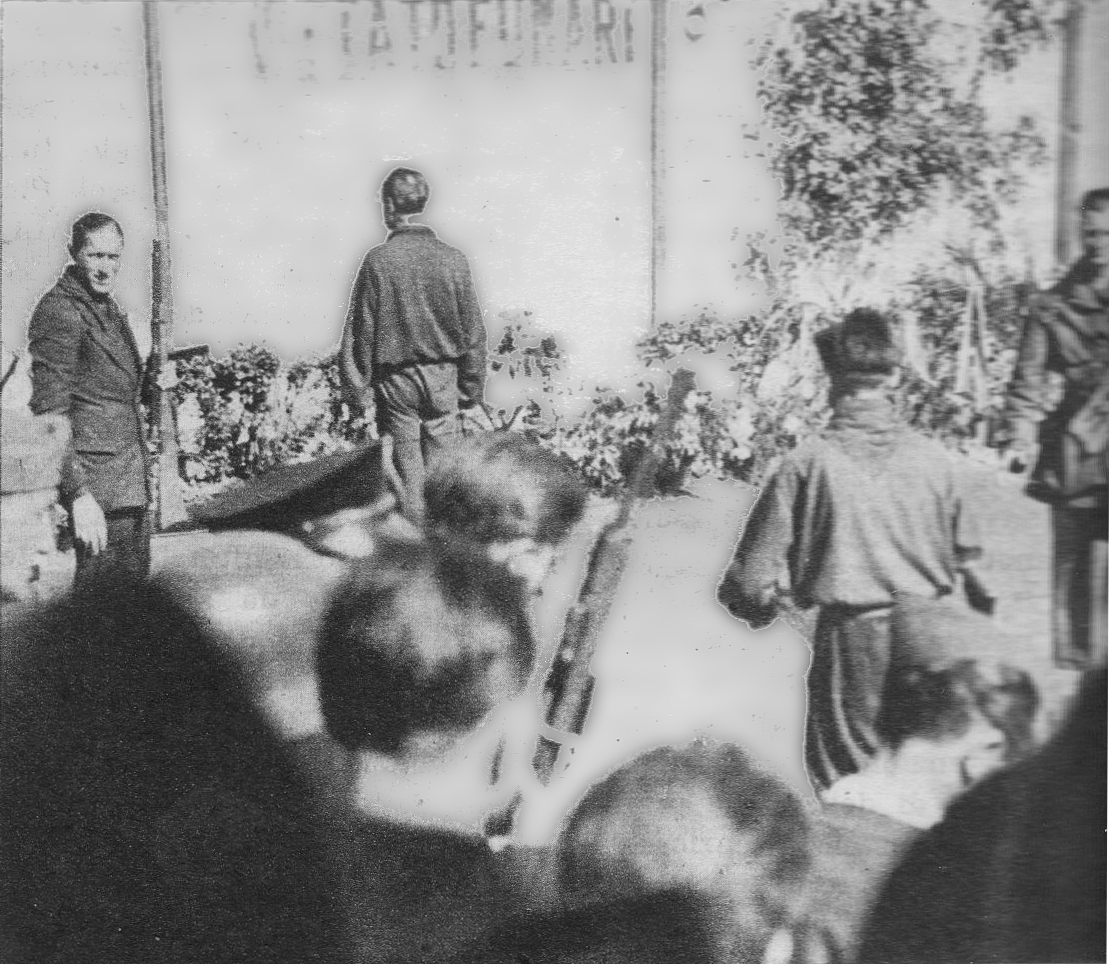
Starace con la schiena al plotone d'esecuzione, pochi istanti prima della morte

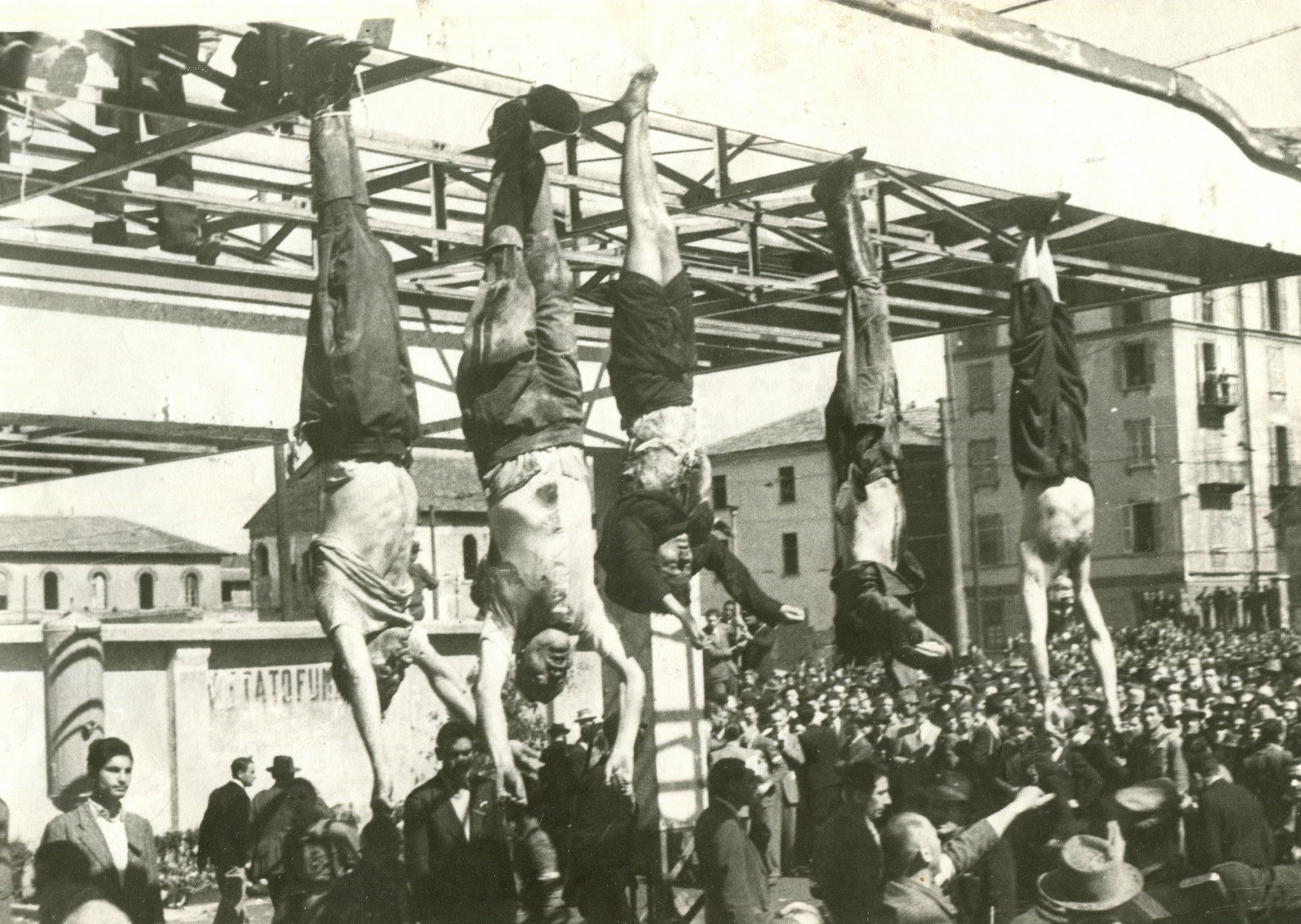
Alcuni dei cadaveri esposti

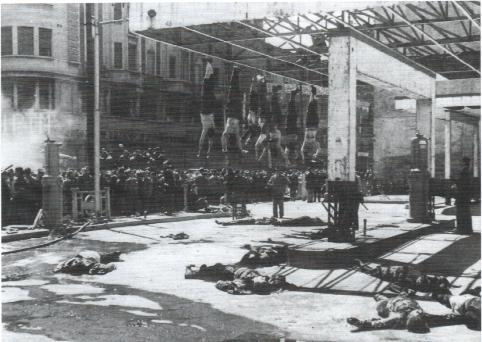
Il distributore visto dalla prospettiva in cui si trovò Starace quando venne fucilato

A Dongo, i sedici cadaveri dei fascisti fucilati (incluso il corpo di Marcello Petacci) furono caricati su un camion e coperti con un telo, sul quale si sedettero i partigiani durante il viaggio. Il veicolo partì alla volta di Milano verso le ore 18, sostando prima a Giulino per recuperare i corpi di Mussolini e della Petacci, rimasti fino a quel momento esposti alla pioggia. Durante il percorso verso Milano, la colonna partigiana dovette fermarsi a diversi posti di blocco allestiti da altre brigate; in particolare, in via Fabio Filzi, all'altezza dello stabilimento della Pirelli, si verificarono momenti di tensione durante un controllo effettuato da una formazione della divisione "Ticino", quando i partigiani sul camion si rifiutarono di mostrare i corpi trasportati. Le due formazioni armate si fronteggiarono fino all'intervento del comando generale, che autorizzò la colonna a proseguire verso la vicina destinazione finale.
Alle 3:40 di domenica 29 aprile, la colonna raggiunse piazzale Loreto, meta che secondo Walter Audisio non fu scelta casualmente o improvvisata, ma attentamente ponderata per il suo valore simbolico. "Valerio" ordinò di scaricare i cadaveri nel luogo dove le vittime della strage del 10 agosto 1944 erano state a suo tempo lasciate in custodia ai militi fascisti della Muti, che le avevano schernite e abbandonate al sole per l'intera giornata, impedendo ai familiari di recuperarle.
In piazzale Loreto furono trasportati complessivamente diciotto cadaveri: Benito Mussolini, Clara Petacci e i sedici giustiziati a Dongo.
Verso le 7 del mattino, mentre i partigiani di guardia ancora dormivano, la notizia della presenza dei cadaveri si era diffusa in tutta Milano e la piazza si riempì rapidamente. Non era stata predisposta alcuna misura di contenimento: nella calca, le prime file di folla vennero spinte verso i cadaveri, che furono calpestati e sfigurati; molti li insultavano, li schernivano, sputavano su di essi e li prendevano a calci. Una donna sparò al cadavere di Mussolini cinque colpi di pistola per vendicare i propri cinque figli morti in guerra. Mentre sui cadaveri venivano gettati ortaggi, per dileggio a Mussolini venne posto in mano un gagliardetto fascista e qualcuno orinò sul cadavere della Petacci. Alle 11 la situazione era divenuta incontrollabile, nonostante i tentativi di dissuasione con raffiche di mitra. Una squadra di Vigili del Fuoco, giunta con un'autobotte, lavò abbondantemente i cadaveri imbrattati di sangue, sputi, orina e ortaggi.
A quel punto, gli stessi pompieri spostarono dal centro della piazza i sette cadaveri più noti, issandoli per i piedi alla pensilina del distributore di carburante della Standard Esso, situato all'angolo tra la piazza e corso Buenos Aires, lasciandoli appesi a testa in giù.
In fotografie e filmati dell'epoca sono visibili i nomi che vennero scritti sulla trave sopra i cadaveri appesi al distributore, nell'ordine da sinistra: Zerbino | Barracu | Teruzzi | Gelormini | Mussolini | Petacci | Pavolini | Starace. Vi erano evidenti errori di identificazione, poiché Attilio Teruzzi e il colonnello Giuseppe Gelormini erano riusciti a fuggire.
Con certezza furono esposti i corpi di Paolo Zerbino, di Francesco Maria Barracu, di Mussolini, della Petacci (alla quale mancavano le mutande e perciò la sua gonna venne inizialmente fermata con una spilla e successivamente assicurata meglio con una cintura che il cappellano partigiano don Pollarolo si sfilò appositamente), di Alessandro Pavolini e di Achille Starace; il corpo di Barracu a un certo punto sarebbe caduto a terra e sarebbe stato sostituito qualche ora dopo da quello di Starace. Gli altri due cadaveri si ipotizza fossero di Nicola Bombacci e di Vito Casalinuovo.
Sul luogo giunsero numerosi fotografi e, nel corso della mattinata, arrivò anche una pattuglia di soldati americani con una troupe di cineoperatori militari che filmò la scena, successivamente inserita in uno dei combat film prodotti durante il conflitto. Un altro filmato venne realizzato da Carlo Nebbiolo, presente sul posto insieme al fotografo Fedele Toscani (padre di Oliviero) dell'agenzia Publifoto; la pellicola del suo filmato fu sequestrata dalle truppe alleate e restituita in seguito con evidenti tagli, tra cui l'eliminazione della sequenza con la fucilazione di Starace. Le numerose fotografie scattate in quelle ore furono successivamente poste in vendita, ma dopo due settimane il nuovo prefetto cittadino ne ordinò l'immediato sequestro dalle cartolerie e la rimozione da ogni luogo pubblico.
Verso mezzogiorno, con una camionetta, venne condotto sul luogo anche Achille Starace, ex segretario generale del Partito Nazionale Fascista, arrestato per le vie di Milano in zona ticinese, giudicato in un'aula del vicino Politecnico e infine fucilato alla schiena da un plotone improvvisato di partigiani, sul marciapiede a fianco del distributore dove erano appesi gli altri cadaveri.
Ferruccio Parri e Sandro Pertini protestarono per l'esibizione dei cadaveri e, su ordine del comando, nel primo pomeriggio una squadra di partigiani del distaccamento "Canevari" della brigata "Crespi" entrò in piazza e rimosse i cadaveri, per trasportarli al vicino obitorio di Via Ponzio.
In serata il CLNAI emanò un comunicato, nel quale indicava la fucilazione di Benito Mussolini e dei suoi complici come una necessità storica per segnare la fine della lotta insurrezionale e avviare la rinascita democratica dell'Italia; veniva inoltre sottolineato che solo con la rimozione netta del passato fascista il Paese poteva avviarsi verso la ricostruzione e la legalità. Riconosceva, infine, gli eccessi di odio popolare avvenuti a Piazzale Loreto, ma li attribuiva al clima di violenza creato dallo stesso fascismo. Tali episodi non avrebbero più dovuto ripetersi e nulla avrebbe potuto «giustificarli nel nuovo clima di libertà e di stretta legalità democratica».

### La reazione di Hitler
Secondo una testimonianza di Hanna Reitsch, lo stesso 29 aprile nel Führerbunker a Berlino Adolf Hitler avrebbe saputo della morte di Mussolini dalla radio e avrebbe commentato la notizia «Ecco come finiscono gli idoli: divorati dai loro stessi adoratori». Inoltre avrebbe ricevuto alcuni telegrammi con i particolari degli avvenimenti di piazzale Loreto, concludendo «Io non farò questa fine. Il mio cadavere non lo avranno». Sarebbe questo il motivo per cui diede ordine di bruciare il suo cadavere e quello di Eva Braun subito dopo la morte; si suicidarono il giorno successivo.

### L'autopsia

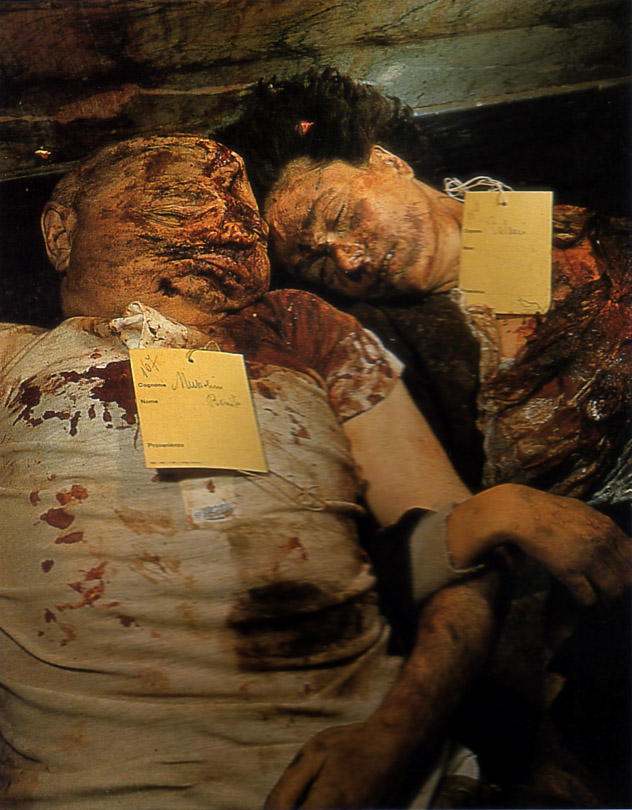
Mussolini e la Petacci all'obitorio, prima dell'autopsia

Il 30 aprile, alle ore 7:30, presso il civico obitorio dell'Istituto di medicina legale dell'Università di Milano in via Ponzio, il professor Caio Mario Cattabeni, sotto la supervisione del generale medico "Guido", eseguì l'autopsia esclusivamente sul corpo di Mussolini. L'esame diagnostico rivelò sul cadavere sette fori d'entrata e sette fori d'uscita di proiettile certamente prodotti mentre il soggetto era ancora in vita, oltre a sei fori inflitti post-mortem. La causa del decesso fu identificata nella recisione dell'aorta provocata da un proiettile. L'autopsia venne condotta, come scrisse Cattabeni, «in condizioni di tempo e di luogo del tutto eccezionali» all'interno di «una sala anatomica dove facevano irruzione ogni tanto, per l'assenza di un servizio armato d'ordine pubblico, giornalisti, partigiani e popolo».
Prima e dopo l'esame autoptico furono scattate numerose fotografie: alcune ritraevano macabramente i cadaveri di Mussolini e della Petacci abbracciati, altre mostravano l'équipe forense accanto al cadavere, altre ancora il corpo svestito con il torace ricucito al termine dell'autopsia e, infine, i corpi deposti nelle casse di legno utilizzate come bare.
Alcuni giorni dopo l'autopsia, il 4 maggio, le autorità militari alleate inoltrarono al CLN Alta Italia, a titolo di cortesia, la richiesta di un campione di tessuto cerebrale del defunto da inviare a Wilfred Overholser, direttore dell'ospedale psichiatrico St. Elizabeth di Washington, garantendo che sarebbe stato utilizzato esclusivamente per finalità scientifiche e che i risultati delle analisi non sarebbero stati oggetto di pubblicazione. Lo scopo di medical intelligence con esclusione di pubblicazioni venne ribadito nella ricevuta rilasciata il 24 maggio alla consegna del campione.

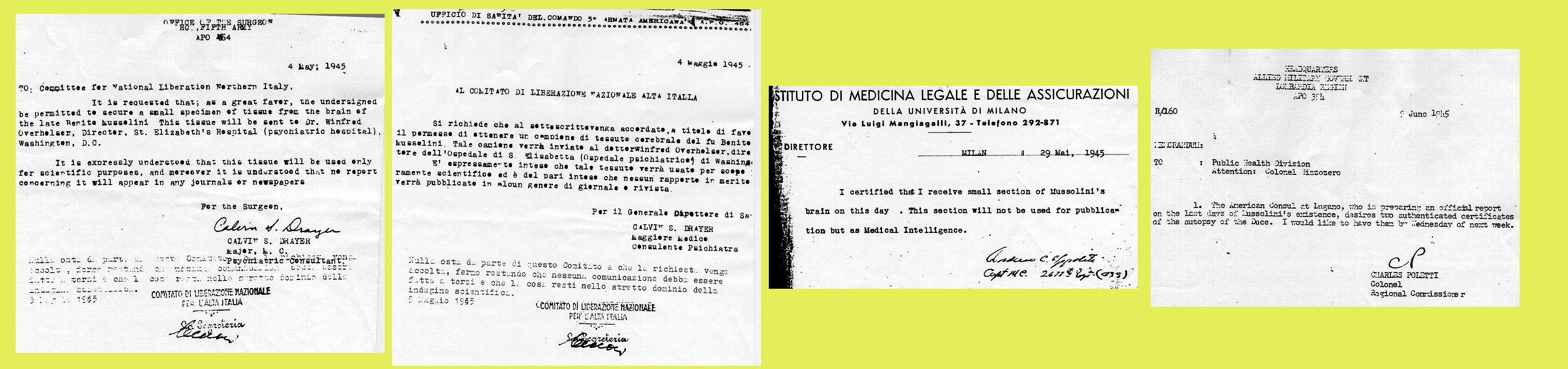
Richiesta del comando USA di ricevere un frammento del cervello (in inglese e italiano) con risposta positiva, ricevuta della consegna e richiesta del Col. Poletti delle copie dei verbali

Il 9 giugno il colonnello Poletti richiese infine due copie autenticate del referto dell'autopsia da consegnare al console americano a Lugano, incaricato di redigere un rapporto ufficiale sugli ultimi giorni di vita di Mussolini.
Nel novembre 2009 alcuni vetrini istologici contenenti sezioni del cervello furono messi in vendita su eBay, con una base d'asta di 15.000 euro, da un collezionista italiano di cimeli storici, che li aveva ricevuti in dono da un tecnico analista, assistente di Cattabeni, incaricato di preparare i reperti nel maggio 1945. L'offerta di vendita venne ritirata dal sito dopo poche ore, in quanto contraria alla politica della piattaforma che vieta la commercializzazione di materiale organico umano.

### La sepoltura anonima a Milano

La tomba violata di Mussolini nel cimitero Maggiore di Milano; sono visibili alcuni attrezzi abbandonati sul posto dai trafugatori

La salma di Mussolini venne sepolta in forma anonima nel Cimitero maggiore di Milano il 5 agosto 1945, inizialmente presso il "Campo 10" e successivamente trasferita al "Campo 16", tomba numero 7. Sul tumulo, contrassegnato dal numero 384, non fu apposto alcun nome per impedirne l'identificazione. Nonostante questa precauzione, ben presto il luogo di sepoltura fu individuato, diventando meta di numerosi curiosi ed ex fascisti.
All'approssimarsi del primo anniversario della morte, nella notte tra il 22 e il 23 aprile 1946, tre militanti fascisti (Mauro Rana, Antonio Parozzi e Domenico Leccisi), appartenenti al Partito Democratico Fascista, trafugarono la salma. In due lettere indirizzate all'Avanti! e a L'Unità, il gruppo dichiarò che, non avendo ottenuto risposta alle richieste di una sepoltura per Mussolini, il partito fascista aveva deciso di prendere in custodia i suoi resti. Iniziò così una ricerca della salma, popolarmente indicata come il salmone.
Dopo varie peripezie, il 7 maggio i trafugatori decisero di consegnare i resti ai frati minori dell'Angelicum di Milano, affidandoli ai padri Alberto Parini ed Enrico Zucca.
La salma inizialmente rimase nascosta nel convento, per essere poi trasferita, tra maggio e luglio, presso la Certosa di Pavia, finché la polizia non fu informata dalla fidanzata di un amico di Leccisi. Padre Parini, che inizialmente aveva opposto una debole resistenza a collaborare invocando il segreto confessionale, acconsentì infine a rivelare l'ubicazione del corpo, a condizione che fosse garantita una sepoltura dignitosa e riservata.
Si giunse a una soluzione anche grazie all'intervento di Alcide De Gasperi e del Papa. Il 12 agosto 1946 il baule contenente i resti venne consegnato al questore Vincenzo Agnesina, ma fu necessario eseguire un ulteriore esame necroscopico per confermare l'identità dei resti.

### La sepoltura a Predappio

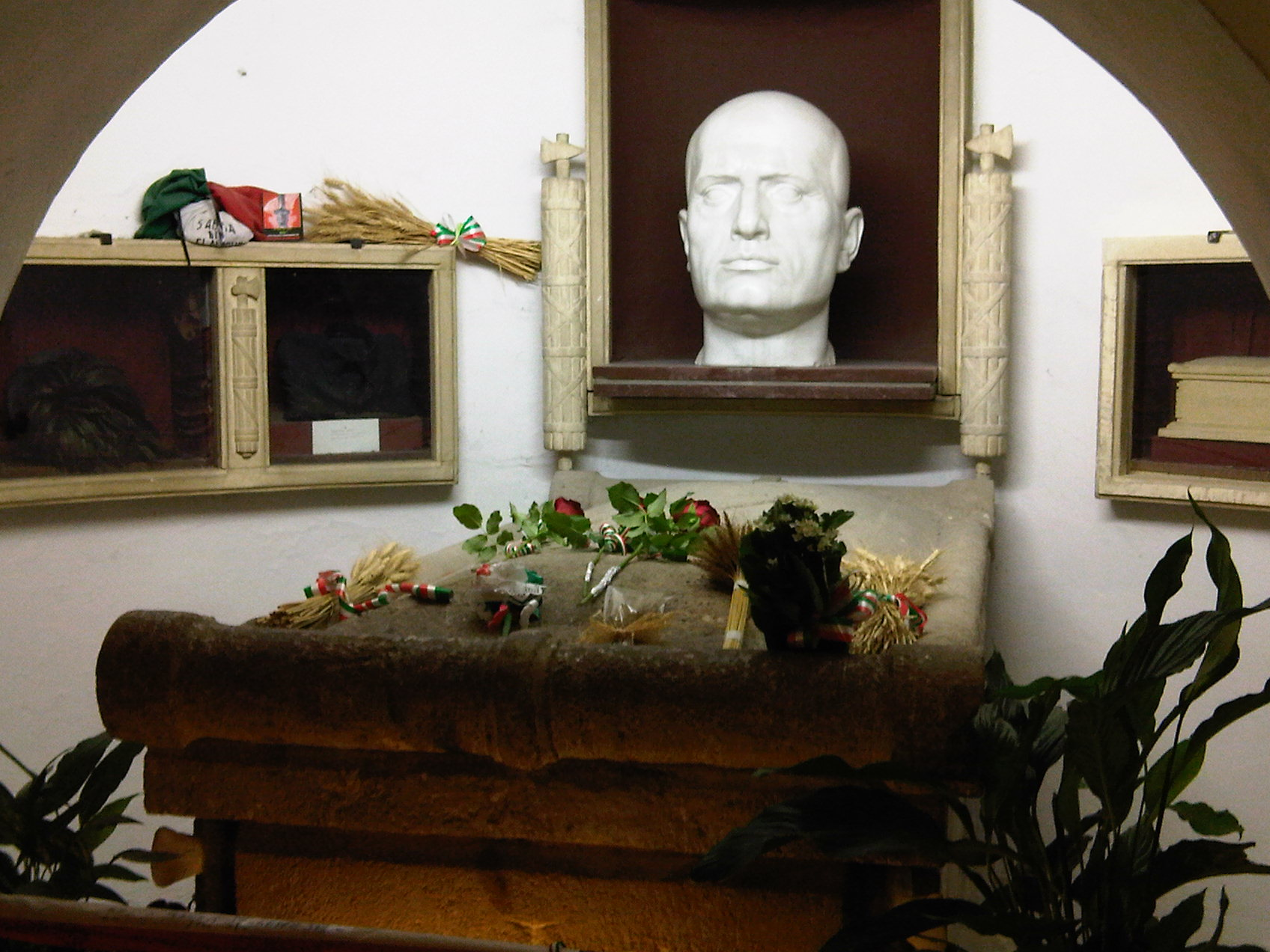
Tomba di Mussolini nella cripta di famiglia

Nel 1957 Adone Zoli, la cui famiglia era originaria di Predappio, assunse la carica di presidente del Consiglio dei ministri. Il suo governo necessitava dell'appoggio esterno dei deputati del Movimento Sociale Italiano, partito politico d'ispirazione neofascista considerato l'erede del Partito Fascista Repubblicano; tra i suoi deputati figurava lo stesso Domenico Leccisi.
Il 30 agosto la salma di Mussolini, fino ad allora segretamente custodita nel convento dei Cappuccini di Cerro Maggiore, venne riconsegnata alla vedova, che in precedenza ne aveva richiesto la restituzione. In questa occasione, venne restituito anche il cervello, prelevato durante l'autopsia e conservato in formalina presso l'Istituto di medicina legale di Milano.
Tutti i resti furono tumulati il 1º settembre 1957 nella cripta Mussolini nel cimitero monumentale di San Cassiano in Pennino, nei pressi di Predappio. Il luogo è diventato meta di contestati raduni in occasione dell'anniversario del 28 aprile, fenomeno che si verifica analogamente a Dongo e nella frazione di Giulino a Tremezzina.

## Citazioni e riferimenti

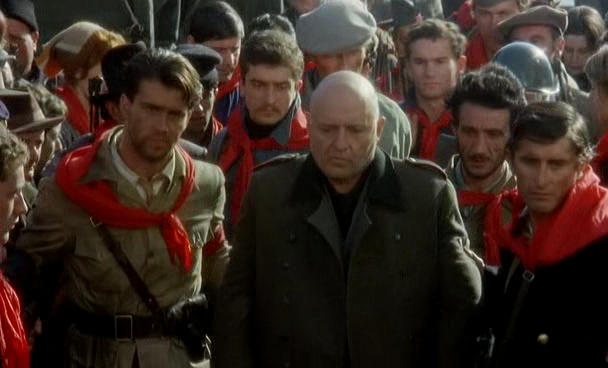
Immagine dal film Mussolini ultimo atto (1974)

- Ezra Pound, sostenitore del fascismo, descrisse in una sua composizione del 1945 la sconfitta e l'ignominiosa morte di Mussolini.[148]

(Pisan Cantos, LXXIV)
- Dongo è un brano musicale popolare che narra la morte di Mussolini. Nel 1962 fu incluso nello spettacolo Cantistoria d'Italia: 1900-1962 rappresentato a Torino;[149] successivamente fu inserito nel 33 giri antologico Cantacronache 4. Canti di protesta del popolo italiano - Canti della resistenza pubblicato nel 1971.
- Mussolini ultimo atto (1974), film che ricostruisce gli ultimi giorni di Mussolini, fu diretto da Carlo Lizzani e interpretato da Rod Steiger (nel ruolo di Mussolini) e da Franco Nero (nella parte del colonnello Valerio).[150][151]
- La seconda puntata di La liberazione di Milano, trasmissione televisiva di Gianni Bisiach andata in onda il 28 aprile 1977 su Rai 2 alle ore 22 all'interno della serie Testimoni oculari, vide la partecipazione di Sandro Pertini e di Italo Pietra con interviste realizzate a Piazzale Loreto.[152] Alcuni filmati vennero riutilizzati per una trasmissione omonima del 30 agosto 2004.[153]
- Piazzale Loreto, documentario del regista Damiano Damiani, fu trasmesso su Rai 3 il 4 febbraio 1980 come prima puntata della serie Finché dura la memoria.[154]
- Nell'episodio L'inquilino del piano di sopra della terza stagione della serie TV Friends, un riferimento agli eventi di piazzale Loreto («She was like the sixth person to spit on Mussolini's hanging body») fu eliminato nella traduzione italiana.[155]
- Numero zero (2015) è un romanzo di Umberto Eco, in cui viene presentata una realtà alternativa: nel 1945 Mussolini sarebbe riuscito a fuggire in Argentina e il golpe Borghese del 1970 sarebbe stato ideato per riportarlo al potere; l'improvvisa interruzione del golpe sarebbe stata causata dall'effettiva morte di Mussolini.[156]

### A Giulino
Nel luogo dell'esecuzione di Mussolini e della Petacci, a Giulino (comune di Tremezzina), nel corso del tempo sono stati collocati diversi segni a ricordo dell'avvenimento.
- Nel febbraio 1961 Maria Petacci, sorella di Clara, fece erigere una croce con base in marmo.[157]
- Nel 1970 fu distrutta una lapide murata a fianco del cancello.[158]
- Nel 1984 venne autorizzata l'installazione di una croce recante solo il nome di Mussolini e la data, ma fu invece predisposta una croce con la dicitura «Qui cadde il 28 aprile 1945 Benito Mussolini», che suscitò le proteste dell'ANPI e venne sottratta da ignoti prima dell'inaugurazione.[159] La croce attuale, che riporta solo il nome e la data, fu inaugurata il 6 luglio 1984.[160]
- Nell'aprile 2012 accanto al cancello fu inaugurata una lapide con i ritratti dei due fucilati.[161]
- Il 6 ottobre 2012 a pochi metri dal cancello fu collocata una targa a cura dell'Associazione Nazionale Partigiani d'Italia,[162] ma venne sottratta dopo pochi giorni.[163] Attualmente è presente un cartello che riporta anche una traduzione in inglese.[164][165]

- Nel 2017 la giunta comunale di Tremezzina intitolò un incrocio in prossimità del luogo della fucilazione di Mussolini come Largo Partigiani Tremezzini, inaugurando un cippo con i nomi dei caduti Claudio Cavaliere, Silvio Bordoli e Guerino Morganti.[166][167]

### Esplicative
1. ↑  La didascalia dell'immagine riporta: «The ignominious career of Benito Mussolini comes to a fitting end. Il Duce, executed by Italian Partisans, is shown lying in the mud of Piazza Loreto in Milan with his head resting on the breast of mistress, Clara Petacci.» (L'ignominiosa carriera di Benito Mussolini giunge a una degna conclusione. Il Duce, giustiziato dai partigiani italiani, è mostrato disteso nel fango di piazza Loreto a Milano, con la testa poggiata sul petto dell'amante Clara Petacci).
2. ↑  Tra questi Carlo Borsani cfr. Dolfin.
3. ↑  Si formò una colonna di circa trenta automobili, tre delle quali occupate da militari della gendarmeria tedesca, aperta da quattro motociclisti e scortata da un carro tedesco e da alcune autoblindo della Muti. Sulle automobili viaggiavano i membri del governo quasi al completo, funzionari e personalità fasciste.
4. ↑  Le testimonianze sono contraddette dal tenente Birzer, capo della scorta personale di Mussolini, che aveva ricevuto direttamente da Hitler il compito di non lasciare mai Mussolini: «ne risponderà con la vita se ciò dovesse avvenire», secondo il quale a Grandola impedì all'ultimo minuto un tentativo di fuga di Mussolini, la Petacci ed almeno altri due gerarchi che erano quasi riusciti nell'intento di attraversare il confine. Le dichiarazioni di Birzer sono citate in  Silvio Bertoldi, I tedeschi in Italia, Milano, Rizzoli, 1994, SBN RAV0233873.
5. ↑  Alla frontiera le autorità svizzere negarono l'entrata ai familiari di Mussolini, che fecero ritorno a villa Mantero a Como dove erano alloggiati, e al ministro Guido Buffarini Guidi. In quei giorni altri familiari di Mussolini si trovavano a Como: a villa Mantero erano ospitate anche Gina Ruberti, moglie di Bruno, con la figlia Marina; il figlio Vittorio, giunto col padre da Milano, si ricongiunse con sua moglie Orsola Buvoli, già sfollata a villa Stecchini assieme ai figli Guido ed Adria; Vanni Teodorani, marito di Rosa, figlia di Arnaldo, con Orio Ruberti, fratello di Gina, trovarono ospitalità al collegio Gallio il 27 aprile, dove il giorno prima si era già rifugiato Vittorio, e dove rimasero nascosti fino a novembre; le mogli di Vittorio e di Vanni Teodorani, oltre che di Roberto Farinacci, trovarono ospitalità presso l'istituto delle Orsoline; invece Vito, figlio di Arnaldo, finì nelle carceri di san Donnino.
6. ↑  Il quotidiano uscì col nome di Il nuovo Corriere, imposto dai dirigenti partigiani per evidenziare la rottura col passato filo-governativo del giornale.
7. ↑  La Val Menaggio rappresentava l'unica possibilità, lungo la strada regina, che consentiva una deviazione automobilistica verso la Svizzera.
8. ↑  Della presenza di Mussolini sul camion si erano precedentemente accorti anche il parroco di Musso, don Enea Mainetti, e il giovane Fiorenzo Rampoldi. Cfr. Cavalleri 2007, p. 24.
9. 1 2  Questa borsa a quattro scomparti conteneva quattro cartelle, trecentocinquanta documenti riservati, un milione e settecentomila lire in assegni e centosessanta sterline d'oro. Quella stessa sera la borsa di Mussolini fu depositata, insieme a quella del colonnello Casalinuovo, presso la filiale della Cassa di Risparmio delle Provincie Lombarde di Domaso dallo stesso Bill, accompagnato dal collaboratore ed interprete, lo svizzero Alois Hofman, e dal partigiano Stefano Tunesi. Cfr. Zanella, p. 378.
10. ↑  Lazzaro dichiarò che la domanda «Habla usted español?» fosse stata fatta a Petacci da Valerio. Cfr.  Urbano Lazzaro, Dongo: la fine di Mussolini, Milano, Mondadori, 1952.
11. ↑  Le disposizioni omettevano però di precisare l'organo che avrebbe dovuto emettere la condanna (cfr. Milza, p. 119). C'è comunque chi ritiene che la decisione avrebbe dovuto essere subordinata a una sentenza dei tribunali di guerra. Cfr. Venè.
12. ↑  Giovanni Sardagna "Giovannino", barone di Hohenstein, ex aiutante del generale Raffaele Cadorna, già comandante della divisione corazzata "Ariete" che si era battuta nella difesa di Roma, dopo l'8 settembre 1943 svolgeva funzioni di collegamento fra i comandi del Corpo volontari della libertà di Como e Lecco.
13. ↑  Successivamente Alice Canali, sorella del Neri, spiegò così la decisione del fratello: «Lia De Maria era nostra sorella di latte. Avevamo avuto la stessa balia. Mio fratello sapeva di potersi fidare ciecamente di lei e del marito». Cfr. Garibaldi, p. 163.
14. ↑  Si tratta di partigiani provenienti dall'Oltrepò Pavese appartenenti alle brigate "Crespi" e "Capettini", giunti a Milano la mattina del 27 aprile. Prima di essere acquartierati nella scuola di Viale Romagna, i partigiani partecipano ad un breve comizio tenuto dal comandante delle brigate lombarde Garibaldi, Pietro Vergani ("Fabio"), in piazzale Loreto, che è poco distante da viale Romagna. I partigiani erano in possesso di un camion scoperto, che verrà usato per il trasporto del gruppo di 'Valerio' a Dongo. Cfr.  Paolo Murialdi, Prima e dopo la fucilazione di Mussolini (PDF), in Materiale resistente, aprile 2000,  pp. 5-9.
15. 1 2  Baima Bollone, p. 145. L'arma fu donata da Lampredi al partigiano Alfredo Mordini "Riccardo", ed è attualmente conservata al Museo storico di Voghera.
16. ↑  Villa Belmonte dista da casa De Maria circa trecentocinquanta metri.
17. ↑  Con quale pistola non è specificato, probabilmente con quella di Lampredi rimessa in condizioni di sparare.
18. 1 2 3 4  Di certo, un colpo di pistola è inferto anche su Claretta Petacci, in quanto due proiettili, calibro 9 mm corto, compatibili con quelli della pistola del Lampredi, furono rinvenuti nel corpo della donna, nel corso dell'esumazione effettuata il 12 aprile 1947. Cfr. Baima Bollone, pp. 89 e sgg.
19. ↑  Riportata in bozza fotografata in Tompkins, Tav. 7.
20. ↑  Lazzaro 1993. Lazzaro, peraltro, non si era pronunciato in tal senso né nel memoriale Dongo: la fine di Mussolini, Mondadori, Milano, 1962, scritto insieme a Pier Luigi Bellini delle Stelle, né al processo di Padova del 1967.
21. ↑  Lada-Mokarski, in particolare, avrebbe raccolto le testimonianze di Giacomo De Maria e dei partigiani Giuseppe Frangi "Lino" e Luigi Canali. Cfr. Cavalleri et al. 2009, pp. 170 e ss.
22. ↑  Ciò contrasta con l'autopsia effettuata sul corpo di Mussolini dal dr. Cattabeni, il quale ha constatato che i fori d'entrata dei colpi di arma da fuoco che ne hanno determinato la morte furono inferti frontalmente e non da dietro. Cfr.  Verbale della necroscopia n. 7241 dell'Obitorio comunale di Milano, su L'Archivio, 30 aprile 1945.
23. ↑  Il 18 aprile, Marcello Petacci si era recato in Svizzera per contattare i rappresentanti inglesi e ne era tornato il giorno 24. Per questo era considerato dai fascisti un traditore. Cfr. Andriola, p. 253.
24. ↑  L'atto venne citato da radio Milano ed ebbe una vasta risonanza al di fuori dell'Italia. Cfr. (EN) BBC 1945: Italian partisans kill Mussolini, su BBC News.
25. ↑  Secondo alcuni per consentire a tutti di vedere i cadaveri, secondo altri quasi a voler preservare i più odiati dall'oltraggio della folla. Cfr.  Attilio Tamaro, Due anni di storia, 1943-1945, Roma, Tosi, 1948.
26. ↑  La successiva ristrutturazione della piazza, di vaste dimensioni, ha eliminato il distributore di benzina e oggi non sono presenti riferimenti visibili nel luogo esatto in cui si svolsero i fatti.
27. ↑  Altri li identificano con quelli di Ferdinando Mezzasoma e di Marcello Petacci. Cfr. Milza, p. 223.
28. ↑  L'istituto era diretto dal professor Antonio Cazzaniga, che però era assente; venne quindi sostituito dal suo allievo Caio Mario Cattabeni.
29. ↑  Proprio in base ad un ordine del CNL trasmesso dal professor Pietro Bucalossi, il «partigiano Guido», non fu effettuata l'autopsia sul cadavere di Claretta Petacci. Cfr. Baima Bollone, p. 214.
30. ↑  Dell'esame necroscopico sono stati redatti due verbali: uno ufficiale contrassegnato dal nº 7241, firmato dal professor Cattabeni stesso e dai suoi collaboratori dottori Enea Scolari ed Emanuele D'Abundo, e un altro non ufficiale stilato e firmato dal medico radiologo Pierluigi Cova, presente all'autopsia a titolo personale.
31. ↑  I medici pubblicarono il seguente comunicato: «Riteniamo che il cadavere esaminato sia lo stesso che fu sottoposto ad autopsia il 30 aprile 1945 come quello di Benito Mussolini dai professori Cattabeni, Scolari e D'Abundio e che fu quindi sottoposto ai rilievi antropometrici del professor Antonio Astuti». Cfr. Milza, p. 243.

### Bibliografiche
1. ↑    Decreto legislativo del Capo provvisorio dello Stato 20 agosto 1947, n. 977, in Gazzetta Ufficiale della Repubblica Italiana, 2 ottobre 1947. URL consultato il 1º marzo 2025.
2. ↑    Istituzione del comune di Tremezzina, mediante la fusione dei comuni di Lenno, Ossuccio, Tremezzo e Mezzegra, in provincia di Como, in Regione Lombardia. Bollettino Ufficiale, 3 febbraio 2014,  p. 10.
3. 1 2   Walter Audisio, Missione a Dongo, in L'Unità, 25 marzo 1947,  pp. 1-2.
4. 1 2   Walter Audisio, Solo a Como con 13 partigiani, in L'Unità, 26 marzo 1947,  pp. 1-2.
5. 1 2   Walter Audisio, La corsa verso Dongo, in L'Unità, 27 marzo 1947,  pp. 1-2.
6. 1 2   Walter Audisio, La fucilazione del dittatore, in L'Unità, 28 marzo 1947,  pp. 1-2.
7. 1 2   Walter Audisio, Epilogo a Piazzale Loreto, in L'Unità, 29 marzo 1947,  pp. 1-2.
8. 1 2   Arrendersi o perire!, in Verso il governo del popolo. Atti e documenti del CLNAI 1943/1946, Milano, Feltrinelli, 1977,  pp. 309-311. Cfr. copia su Wikisource.
9. 1 2   Decreto sui poteri giurisdizionali del CLNAI, in Verso il governo del popolo. Atti e documenti del CLNAI 1943/1946, Milano, Feltrinelli, 1977,  p. 325.
10. 1 2   Dichiarazione sulla fucilazione di Mussolini e dei suoi complici, in Verso il governo del popolo. Atti e documenti del CLNAI 1943/1946, Milano, Feltrinelli, 1977,  pp. 334-335. Cfr. copia su Wikisource.
11. 1 2  Dolfin.
12. ↑   Il testamento politico di Mussolini, Roma, Tosi, 1948,  p. 23.
13. ↑  Milza, p. 58.
14. ↑  Zanella, p. 159.
15. 1 2   Wladimiro Settimelli, Mussolini in fuga verso la Spagna del camerata Franco (PDF), in Patria indipendente, 26 settembre 2010,  pp. 7-24. URL consultato il 29 luglio 2024 (archiviato dall'url originale il 28 dicembre 2018).
16. ↑  Cfr. resoconto dell'agente OSS Lada Mokarski in Lazzaro 1993, p. 25.
17. ↑  Roncacci, p. 368.
18. 1 2 3   Marino Viganò, Un'analisi accurata della presunta fuga in Svizzera, in Nuova Storia Contemporanea, n. 3, 2001.
19. ↑  Zanella, p. 220.
20. ↑  Bocca, pp. 334-335.
21. ↑  Cfr Cavalleri et al. 2009, p. 29.
22. ↑  Cavalleri et al. 2009, p. 114.
23. ↑  Sulla sparizione della prima delle due casse di zinco, avvenuta per questo guasto, v. (EN) Howard McGaw Smyth, Secrets of the Fascist Era, Carbondale, Southern Illinois University, 1975,  p. 180.
24. ↑   Gianfranco Bianchi, Recensione a «Il delitto Matteotti tra il Viminale e l'Aventino», in Il Politico, vol. 32, n. 1, marzo 1967,  p. 213.
25. ↑   Renzo De Felice, Mussolini il fascista, Torino, 1966,  p. 601.
26. ↑   Mauro Canali, Il delitto Matteotti, Camerino, Università degli studi di Camerino, 1996,  pp. 573-579. Nel testo sono anche segnalate le lacune nel materiale versato.
27. ↑  Alcune fonti riferiscono di un incontro in prefettura a Como tra Mussolini e la moglie in compagnia della figlia Annamaria. Cfr. Lazzaro 1993, p. 25.
28. ↑   Mussolini scompare da Milano dopo drammatiche tergiversazioni, in Il nuovo Corriere, 26 aprile 1945,  p. 1.
29. ↑  Milza, p. 91.
30. ↑  Roncacci, p. 384.
31. ↑  Milza, pp. 86-87.
32. ↑  Cavalleri et al. 2009, p. 39.
33. ↑   Pier Luigi Bellini delle Stelle, su Associazione Nazionale Partigiani d'Italia. URL consultato il 1º gennaio 2025.
34. ↑  Lazzaro 1993, p. 33.
35. ↑  Roncacci, p. 403.
36. ↑  Zanella, p. 380.
37. ↑  Zanella, p. 362.
38. ↑   Andrea Biglia, «A Dongo con Mussolini, mio padre», in Corriere della Sera, 30 aprile 1994,  p. 12.
39. ↑  Antonio Scappin era brigadiere della Guardia di Finanza, comandante della stazione di Gera Lario, collaboratore dei partigiani.
40. ↑  Garibaldi. Si veda anche Venè: «La sera del 27 giunsero al comando del Cvl, in via del Carmine, diversi messaggi radio inviati dal Quartier generale alleato di Siena. Ciascuno di questi messaggi passava di tavolo in tavolo: "Al Comando generale and Clnai - stop - fateci sapere esatta situazione Mussolini - stop - invieremo aereo per rilevarlo - stop - Quartier generale alleato"» [...] E ancora: "Per Clnai - stop - Comando alleato desidera immediatamente informazioni su presunta locazione Mussolini dico Mussolini - stop se est stato catturato si ordina egli venga trattenuto per immediata consegna al Comando alleato - stop si richiede che voi portiate queste informazioni at formazioni partigiane che avrebbero effettuato cattura assoluta precedenza" [...] L'ufficio operativo al quartier generale delle forze alleate, aveva inviato istruzioni alle 25 squadre dell'Oss (Office of strategic services) già pronte all'azione nei boschi e nelle montagne: "Conforme agli ordini del Quartier generale alleato, è desiderio degli Alleati di catturare vivo Mussolini. Notitificare a questo quartier generale se è stato catturato, e tenerlo sotto protezione fino all'arrivo delle truppe alleate".
41. ↑   Roberto Roggero, Oneri e onori: le verità militari e politiche della guerra di liberazione in Italia, 2006,  p. 112, ISBN 9788879804172.
42. ↑  Cavalleri 2007, p. 30.
43. ↑   La liberazione di Milano - seconda puntata, su Portale storico della Presidenza della Repubblica, 22 giugno 1992.
44. ↑  Roncacci, p. 398.
45. ↑  Milza, p. 131.
46. ↑  Tompkins, p. 328.
47. ↑  Cavalleri et al. 2009, p. 69.
48. 1 2  Cavalleri et al. 2009, pp. 56-57.
49. ↑  Cavalleri et al. 2009, p. 51.
50. ↑  Milza, p. 137.
51. ↑  Roncacci, p. 392.
52. ↑   Ferruccio Lanfranchi, Parla Sandrino: uno dei cinque uomini che presero parte all'esecuzione, in Corriere d'Informazione, 22-23 ottobre 1945,  p. 1.
53. ↑  Trabella, cap. 49.
54. ↑  Cavalleri et al. 2009, pp. 57-58.
55. ↑  Roncacci, p. 394.
56. 1 2   Mussolini e i suoi accoliti giustiziati dai patrioti nel nome del popolo, in L'Unità, 29 aprile 1945,  p. 1.
57. 1 2   L'esecuzione di Mussolini, in L'Unità, 30 aprile 1945,  p. 1.
58. 1 2   «Da una distanza di tre passi sparai 5 colpi a Mussolini», in L'Unità, 1º maggio 1945,  p. 1.
59. ↑  La serie di articoli «Come giustiziai Mussolini» è disponibile online. Cfr.  L'Unità. Anno 1945, su Emeroteca - Biblioteca Nazionale Centrale di Roma. Si tratta dei numeri 272-277 (puntate I-VI), 279-295 (VII-XXIII); due fotografie furono pubblicate nei numeri 298 e 301.
60. ↑   Così fucilai Mussolini, in L'Unità, 25 aprile 1995,  pp. 5-7.
61. ↑   Il colonnello Valerio è Walter Audisio, in Il Tempo, 6 marzo 1947,  p. 1.
62. ↑   L'ultima cena nella prefettura di Como, in Il Tempo, 7 marzo 1947,  p. 1.
63. ↑   Nè casa nè via di scampo, in Il Tempo, 9 marzo 1947,  p. 1.
64. ↑   "Valerio" ha fretta di eseguire la missione, in Il Tempo, 11 marzo 1947,  p. 1.
65. ↑   Un po' di sabbia sulle chiazze di sangue, in Il Tempo, 12 marzo 1947,  p. 1.
66. ↑   I protagonisti dell'ultimo episodio, in Il Tempo, 14 marzo 1947,  p. 1.
67. ↑   Due versioni sulla fine di Mussolini, in Il Tempo, 15 marzo 1947,  p. 1.
68. ↑   Anche "Valerio" rischiò di essere fucilato, in Il Tempo, 16 marzo 1947,  p. 1.
69. ↑   Colui che fece giustizia per tutti. L'uomo Valerio, in L'Unità, 23 marzo 1947,  pp. 1 e 4.
70. ↑   «Dovete mirare al cuore» Così fu ucciso Mussolini, in La Stampa, 23 gennaio 1996,  p. 10.
71. ↑  Audisio.
72. ↑   Giusto Perretta, Dongo, 28 aprile 1945. La verità, Como, ACTAC, 1990.
73. ↑  Cavalleri et al. 2009, p. 11.
74. ↑   Amorelli, Fra dieci anni..., in L'uomo che ride, n. 1, 9 dicembre 1945,  p. 7.
75. ↑  Roncacci, p. 404.
76. ↑  Cavalleri et al. 2009, p. 61.
77. ↑  Roncacci, p. 402. Per tale decisione fu importante anche la presentazione del lasciapassare in lingua inglese rilasciato dall'agente americano Emilio Daddario ad Audisio. Cfr. Cavalleri et al. 2009, pp. 69-70.
78. ↑  Baima Bollone, p. 193. L'arma è attualmente conservata al Museo di Tirana.
79. 1 2  Baima Bollone, p. 154.
80. ↑  Audisio.
81. ↑  Lampredi.
82. ↑  Audisio, p. 371.
83. ↑  Baima Bollone, p. 165.
84. ↑   Audisio prosciolto in istruttoria per l'uccisione di Claretta Petacci, in La Stampa, 8 luglio 1967,  p. 3.
85. ↑   Fu azione di guerra la fucilazione dei fratelli Petacci, in L'Unità, 8 luglio 1967,  p. 5.
86. ↑  Tompkins, p. 317.
87. ↑  Garibaldi, pp. 84 e ss.
88. ↑  Documenti pubblicati in  Ricciotti Lazzero, Il sacco d'Italia. razzie e stragi tedesche nella Repubblica di Salò, Milano, Mondadori, 1994. Presenti in parte in Garibaldi, pp. 68 e sgg.
89. ↑  Tompkins, p. 352.
90. ↑  Garibaldi, pp. 89 e sgg.
91. ↑  Tompkins, pp. 351 e ss.
92. ↑  Lonati.
93. ↑  Garibaldi, p. 110.
94. ↑  Cfr. Tompkins.
95. ↑  Garibaldi.
96. ↑  Garibaldi, p. 67.
97. ↑  Garibaldi, pp. 115 e ss.
98. ↑  Garibaldi, p. 104.
99. 1 2 3   Verbale della necroscopia n. 7241 dell'Obitorio comunale di Milano, su L'Archivio, 30 aprile 1945.
100. ↑  Pisanò.
101. ↑  Tompkins, pp. 340-341.
102. 1 2  Lonati, pp. 93-94.
103. ↑  Baima Bollone, p. 216.
104. 1 2   Ferruccio Lanfranchi, Come il colonnello Valerio giustiziò Mussolini, in Corriere d'informazione, 24-25 ottobre 1945,  p. 1.
105. 1 2   Franco Bandini, Vita e morte segreta di Mussolini, Milano, Mondadori, 1978.
106. ↑  Zanella.
107. ↑  Cfr.  Aldo Alessiani, Il teorema del verbale n. 7241, Roma, 1990.
108. 1 2  Baima Bollone, pp. 219-220.
109. ↑  Cavalleri et al. 2009, pp. 205-210.
110. ↑   Nicoletta Orlandi Posti, La verità sulla morte del Duce: Mussolini si avvelenò col cianuro, in Libero, 29 aprile 2012.
111. ↑  Lazzaro 1993, pp. 145 e ss.
112. ↑  Cavalleri et al. 2009, p. 95.
113. ↑   Seniga: «Non fu Longo a uccidere Mussolini», in Corriere della Sera, 5 agosto 1993,  p. 21.
114. ↑  Lazzaro 1993.
115. ↑  Baima Bollone, pp. 157-158.
116. ↑   Massimo Caprara, Quando le botteghe erano oscure. 1944-1969. Uomini e storie del comunismo italiano, Milano, Il saggiatore, 1997,  p. 71.
117. ↑   Massimo Caprara, Quando le botteghe erano oscure. 1944-1969. Uomini e storie del comunismo italiano, Milano, Il saggiatore, 1997,  p. 72.
118. 1 2   Florindo Borzicchi, Dongo. L'ultima autoblinda, Roma, Ciarrapico, 1984,  pp. 137-139.
119. ↑   Alfredo Mordini ("Riccardo"), su Associazione Nazionale Partigiani d'Italia - Voghera.
120. ↑  Zanella, p. 504.
121. ↑  Roncacci, p. 391.
122. ↑  Milza, p. 220.
123. ↑  Audisio, p. 387.
124. 1 2   Christopher Hibbert, Mussolini, Garzanti, 1962,  p. 401.
125. ↑   Il tempo e la storia: Le due facce di Piazzale Loreto, 20 gennaio 2017.
126. ↑   Le criminose gesta di un colonnello della guardia repubblicana, in Corriere d'informazione, 15-16 maggio 1946,  p. 2.
127. 1 2  Baima Bollone, p. 198.
128. ↑   Massimo Castoldi, Piazzale Loreto. Milano, l'eccidio e il «contrappasso», Roma, Donzelli, 2020.
129. ↑   Roberto Festorazzi, Piazzale Loreto, le immagini mai viste, in La Repubblica, 26 febbraio 2005.
130. ↑  Cfr. Luzzatto, p. 72.
131. ↑   Antonio Spinosa, L'uomo che inventò lo stile fascista, Milano, Mondadori, 2002,  pp. 186 e 309.
132. ↑  Baima Bollone, p. 200.
133. ↑   Indro Montanelli, Tali e quali (Incontri), Milano, Longanesi, 1956,  p. 127, SBN LO11061167.
134. 1 2   Erika Della Casa, «Così ho ottenuto i prelievi sul duce», in Corriere della Sera, 21 novembre 2009.
135. ↑   Alessandra Mussolini: «Sangue e cervello di mio nonno finiti in vendita su eBay», su Corriere della Sera, 20 novembre 2009. URL consultato il 16 ottobre 2022 (archiviato dall'url originale il 16 ottobre 2022).
136. 1 2   Luciano Garibaldi, Il percorso della salma di Mussolini, in Storia Illustrata, settembre 1996.
137. 1 2   Toccò a Nenni por fine al peregrinare dei resti, in Corriere della Sera, 31 agosto 1957,  p. 2.
138. ↑   La salma di Mussolini trafugata, in Corriere della Sera, 23 aprile 1946,  p. 1.
139. ↑   I resti di Mussolini trafugati dai fascisti (PDF), in Avanti!, 24 aprile 1946,  p. 2.
140. 1 2 3   Giorgio Bocca, Storia della Repubblica Italiana. Dalla caduta del fascismo ad oggi, Rizzoli, 1982.
141. ↑   Il cadavere di Mussolini ritrovato nella Certosa di Pavia, in Corriere della Sera, 13 agosto 1946,  p. 1.
142. ↑   Piero Ignazi, L'estrema destra in Europa, Bologna, Il Mulino, 2000,  p. 255.
143. ↑   Per undici anni la salma di Mussolini fu custodita nella cappella d'un convento a Cerro Maggiore, in Corriere della Sera, 31 agosto 1957,  p. 2.
144. ↑  Baima Bollone, p. 204.
145. ↑   Mario Cervi, La salma di Mussolini tumulata nel piccolo cimitero, in Corriere d'informazione, 2 settembre 1957,  p. 1.
146. ↑   Il discusso servizio della Rai sul raduno fascista di Predappio, in IlPost, 30 aprile 2019.
147. ↑   Doppia commemorazione fascista a Dongo e Giulino di Mezzegra con divise brune e saluti romani: contestazioni di Anpi e partiti al ricordo dei gerarchi uccisi, in La Repubblica. Milano, 28 aprile 2024.
148. ↑  (EN) John Lauber, Pound's "Cantos": A Fascist Epic, in Journal of American Studies, vol. 12, n. 1, aprile 1978,  p. 6.
149. ↑   Sergio Liberovici, Cantistoria d'Italia: 1900-1962 : (dalla pistola di Bresci al miracolo economico), in Filmcritica, n. 129, gennaio 1963,  pp. 41-54, SBN NAP0818816. Il testo è riportato a p. 49.
150. ↑   Gualtiero De Santi, Carlo Lizzani, Collana I Grandi registi del cinema, Gremese Editore, 2001, ISBN 978-88-8440-044-4.
151. ↑   Mussolini: ultimo atto, su Cinematografo, Fondazione Ente dello Spettacolo.
152. ↑   Stasera quiz, resistenza, fumetti, in Corriere della Sera, 28 aprile 1977,  p. 16.
153. ↑   La liberazione di Milano, su Portale storico della Presidenza della Repubblica.
154. ↑   Piazzale Loreto: la memoria per chi non visse quei giorni (PDF), in L'Unità, 4 febbraio 1980,  p. 8.
155. ↑   Irene Ranzato, Il punto di vista della cultura di arrivo: gli elementi culturospecifici nella traduzione audiovisiva inglese-italiano, in Daniela Puato (a cura di), Lingue europee a confronto: La linguistica contrastiva tra teoria, traduzione e didattica, Roma, Sapienza Università, 2016,  p. 71, SBN CAG2070677.
156. ↑   Umberto Eco, "Numero Zero", il libro che ci prende in giro, in La Repubblica XL, 2 febbraio 2015.
157. ↑   Una stele a Claretta Petacci nel posto dove fu uccisa, in Corriere della Sera, 21 febbraio 1961,  p. 11.
158. ↑   Infranta la lapide dove vennero fucilati Mussolini e la Petacci, in Corriere d'informazione, 2-3 maggio 1970,  p. 2.
159. ↑   Rubata la croce ricordo dove caddero il «duce» e la Petacci, in Corriere della Sera, 29 aprile 1984,  p. 4.
160. ↑   Murata una nuova stele sul luogo della fucilazione di Mussolini, in Corriere della Sera, 7 luglio 1984,  p. 24.
161. ↑   Cortei e saluti fascisti per ricordare il Duce, in Corriere della Sera. Lombardia, 30 aprile 2012,  p. 8.
162. ↑   La targa dell'Anpi a Giulino di Mezzegra, in Corriere della Sera. Lombardia, 7 ottobre 2012,  p. 13.
163. ↑   Mussolini e Petacci. Rubata la targa Anpi, Corriere della Sera. Lombardia, 11 ottobre 2012,  p. 13.
164. ↑  Mappa interattiva con la posizione del cartello.
165. ↑   Bruciata la targa che ricorda la fucilazione di Mussolini a Giulino di Mezzegra, su QuiComo, 12 settembre 2017.
166. ↑   Il luogo della morte di Mussolini adesso diventa Largo Partigiani, in La Provincia di Como, 27 agosto 2017.
167. ↑   Largo dei partigiani o il ritratto del Duce, Giulino non ha pace, in Il Giorno, 27 agosto 2017.

### Fonti primarie
- Walter Audisio, In nome del popolo italiano, Milano, Teti, 1975, SBN MOD0151766.
- Pier Luigi Bellini delle Stelle e Urbano Lazzaro, Dongo ultima azione, Milano, Mondadori, 1962, SBN SBL0043339.
- Giorgio Bocca, La repubblica di Mussolini, Milano, Mondadori, 1995, SBN BVE0073177.
- Edoardo Conti, L'altra faccia dell'Italia nel racconto di Walter Audisio, a cura di Silvia Marcolini, Gruppo Albatros Il Filo, 2020, SBN RAV2113057.
- Giovanni Dolfin, Con Mussolini nella tragedia. Diario del capo della segreteria particolare del Duce (1943-1944), Garzanti, 1949, SBN CUB0245249.
- Aldo Lampredi, Così fucilammo Mussolini e la Petacci (PDF), in Patria Indipendente, 20 aprile 2008,  pp. 20-24.
- Urbano Lazzaro, Il compagno Bill: diario dell'uomo che catturò Mussolini, Torino, SEI, 1989, SBN CFI0149727.
- Urbano Lazzaro, Dongo: mezzo secolo di menzogne, Milano, Mondadori, 1993, SBN TO01258538.
- Urbano Lazzaro, L'oro di Dongo: il mistero del tesoro del Duce, Torino, Mondadori, 1995, SBN LO10360802.
- Claudio Pavone (a cura di), Le brigate Garibaldi nella Resistenza: documenti. dicembre 1944 - maggio 1945, Istituto nazionale per la storia del movimento di liberazione in Italia, Istituto Gramsci, vol. 3, Feltrinelli, 1979, SBN RAV0048143.

### Fonti secondarie
- Fabio Andriola, Appuntamento sul lago, Milano, SugarCo, 1996, SBN CFI0180084.
- Pierluigi Baima Bollone, Le ultime ore di Mussolini, Milano, Rusconi, 2021, SBN RE20003911.
- Franco Bandini, Le ultime 95 ore di Mussolini, Milano, Sugar, 1959, SBN PAV0142286.
- Giorgio Cavalleri e Anna Giamminola, Un giorno nella storia 28 aprile 1945, Como, NodoLibri, 1990, SBN CFI0208133.
- Giorgio Cavalleri, Ombre sul lago. I drammatici eventi del Lario nella primavera-estate 1945, Varese, Arterigere, 2007  [1995], SBN LO11184074.
- Giorgio Cavalleri, Franco Giannantoni e Mario J. Cereghino, La fine. Gli ultimi giorni di Benito Mussolini nei documenti dei servizi segreti americani (1945-1946), Milano, Garzanti, 2009, SBN MOD1541054.
- Roberto Festorazzi, I veleni di Dongo ovvero gli spettri della Resistenza, il Minotauro, 2004, SBN LO10884426.
- Luciano Garibaldi, La pista inglese. Chi uccise Mussolini e la Petacci?, Ares, 2002, SBN RAV0905999.
- Franco Giannantoni, "Gianna" e "Neri": vita e morte di due partigiani comunisti : storia di un "tradimento" tra la fucilazione di Mussolini e l'oro di Dongo, Mursia, 1992, SBN RMS0154334.
- Franco Giannantoni, L'ombra degli americani sulla Resistenza al confine tra Italia e Svizzera, Edizioni Arterigere, 2007, SBN LO11112254.
- Bruno Giovanni Lonati, Quel 28 aprile. Mussolini e Claretta: la verità, Milano, Mursia, 1994, SBN RAV0242519.
- Sergio Luzzatto, Il corpo del duce. Un cadavere tra immaginazione, storia e memoria, Torino, Einaudi, 1998, SBN LO10468952.
- Pierre Milza, Gli ultimi giorni di Mussolini, Milano, Longanesi, 2011, SBN UBO3854351.
- Pierangelo Pavesi, Sparami al petto!, Trento, Edizioni del Faro, 2012, SBN TO01853167.
- Giusto Perretta, La 52ª Brigata Garibaldi Luigi Clerici attraverso i documenti, Como, Istituto comasco per la storia della liberazione, 1991, SBN LO12080118.
- Giusto Perretta, Dongo 28 aprile 1945. La verità, Como, ACTAC, 1997, SBN TO00637362.
- Giorgio Pisanò, Gli ultimi cinque secondi di Mussolini, Milano, Il saggiatore, 2009  [1996], SBN PAR1132092.
- Vittorio Roncacci, La calma apparente del lago. Como e il Comasco tra guerra e guerra civile 1940-1945, Varese, Macchione, 2003, SBN TO01238272.
- Antonio Spinosa, Mussolini, il fascino di un dittatore, Mondadori, 1997  [1989], SBN CFI0252243.
- Peter Tompkins, Dalle carte segrete del Duce, Milano, Tropea, 2001, SBN LO10560339.
- Francesca Trabella, 50 Ville del Lago di Como, Lipomo, Dominioni Editore, 2020, SBN LO11369037.
- Gian Franco Venè, La condanna di Mussolini, Milano, Fratelli Fabbri, 1973, SBN LIA0031178.
- Verso il governo del popolo. Atti e documenti del CLNAI 1943/1946, Milano, Feltrinelli, 1977, SBN RAV0119074.
- Alessandro Zanella, L'ora di Dongo, Milano, Rusconi, 1993, SBN RAV0230144.